# Crécy-la-Chapelle
Pour les articles homonymes, voir Crécy et La Chapelle.
Crécy-la-Chapelle est une commune française située dans le département de Seine-et-Marne en région Île-de-France.

## Géographie

### Description

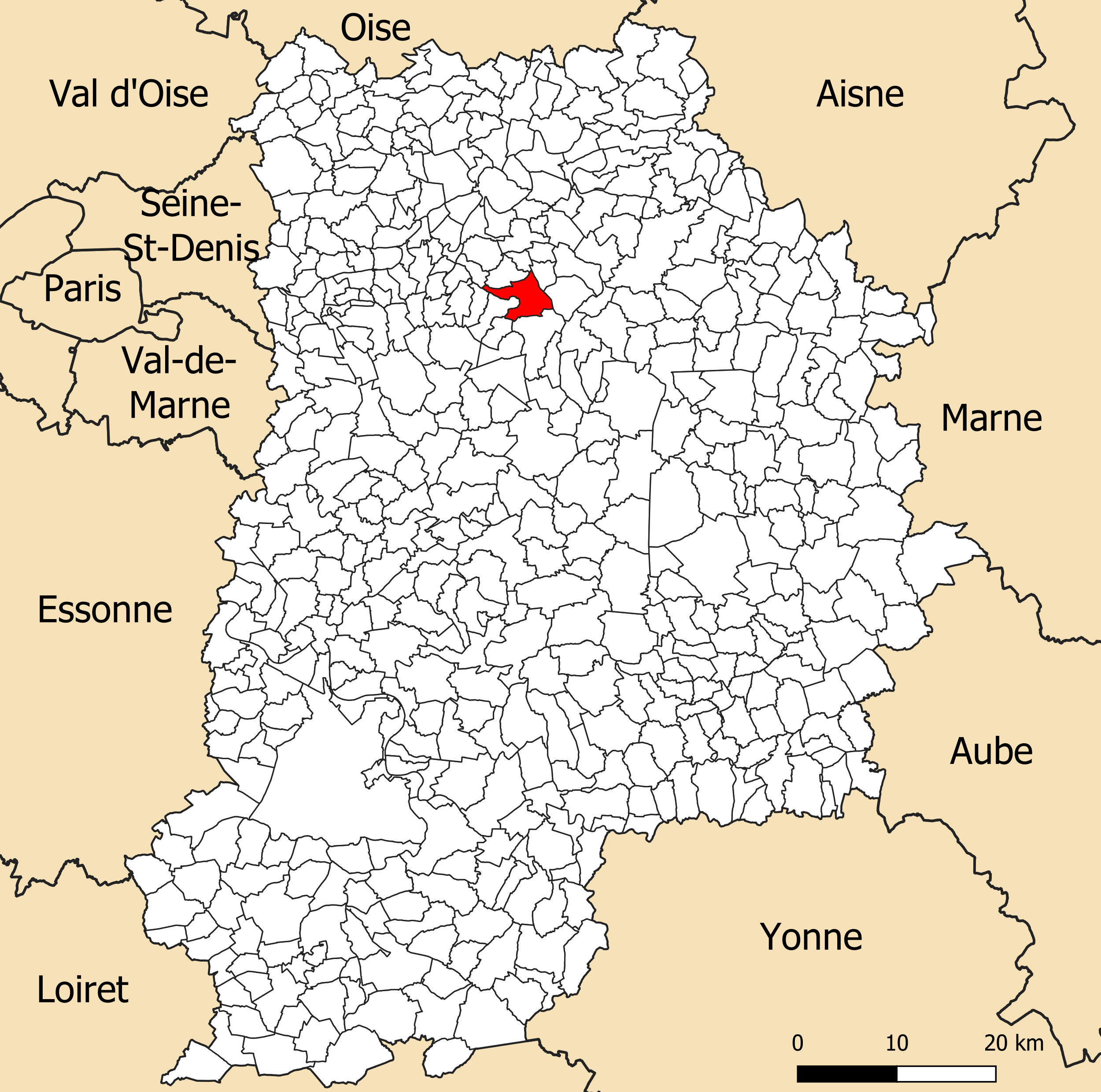
Localisation de la commune de Crécy-la-Chapelle dans le département de Seine-et-Marne.

La commune est située à environ  15 kilomètres au sud de Meaux.

### Communes limitrophes
| Couilly-Pont-aux-Dames | Bouleurs, Coulommes | Sancy                |
| Villiers-sur-Morin     | Crécy-la-Chapelle   | Maisoncelles-en-Brie |
| Voulangis              | Tigeaux             | Guérard              |

### Géologie et relief
Le sol de la région est calcaire.
La commune est classée en zone de sismicité 1, correspondant à une sismicité très faible.

### Hydrographie

#### Réseau hydrographique

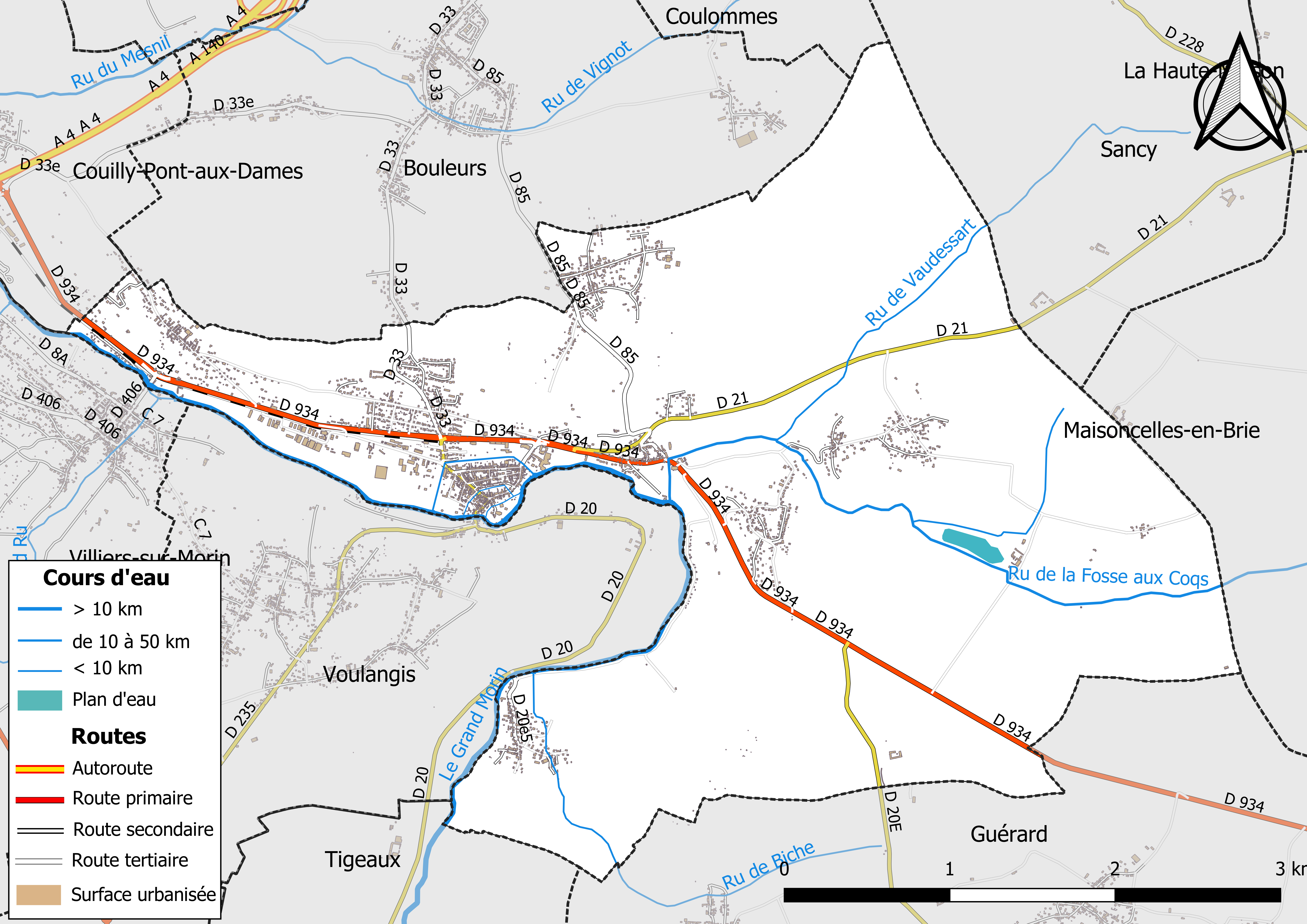
Carte des réseaux hydrographique et routier de Crécy-la-Chapelle.

Le réseau hydrographique de la commune se compose de huit cours d'eau référencés :
- la rivière le Grand Morin, longue de 118,16 km[2], affluent en rive gauche de la Marne, ainsi que :
  - un bras[3] de 0,32 km[4] ;
  - un bras[3] de 0,44 km[5] ;
  - le ru de Biche, 3,23 km[6], affluent du Grand Morin ;
  - le ru de la Fosse aux Coqs, 9,59 km[7], affluent du Grand Morin ;
    - le ru de Vaudessart, 3,45 km[8], qui conflue avec le ru de la Fosse aux Coqs ;
    - le cours d'eau 01 du Bois de Mongrolle, 1,55 km[9], qui conflue avec le ru de la Fosse aux Coqs ;
- le canal 01 de Mon Plaisir, 0,91 km[10], qui conflue avec le Grand Morin.

La longueur totale des cours d'eau sur la commune est de 13,34 km.

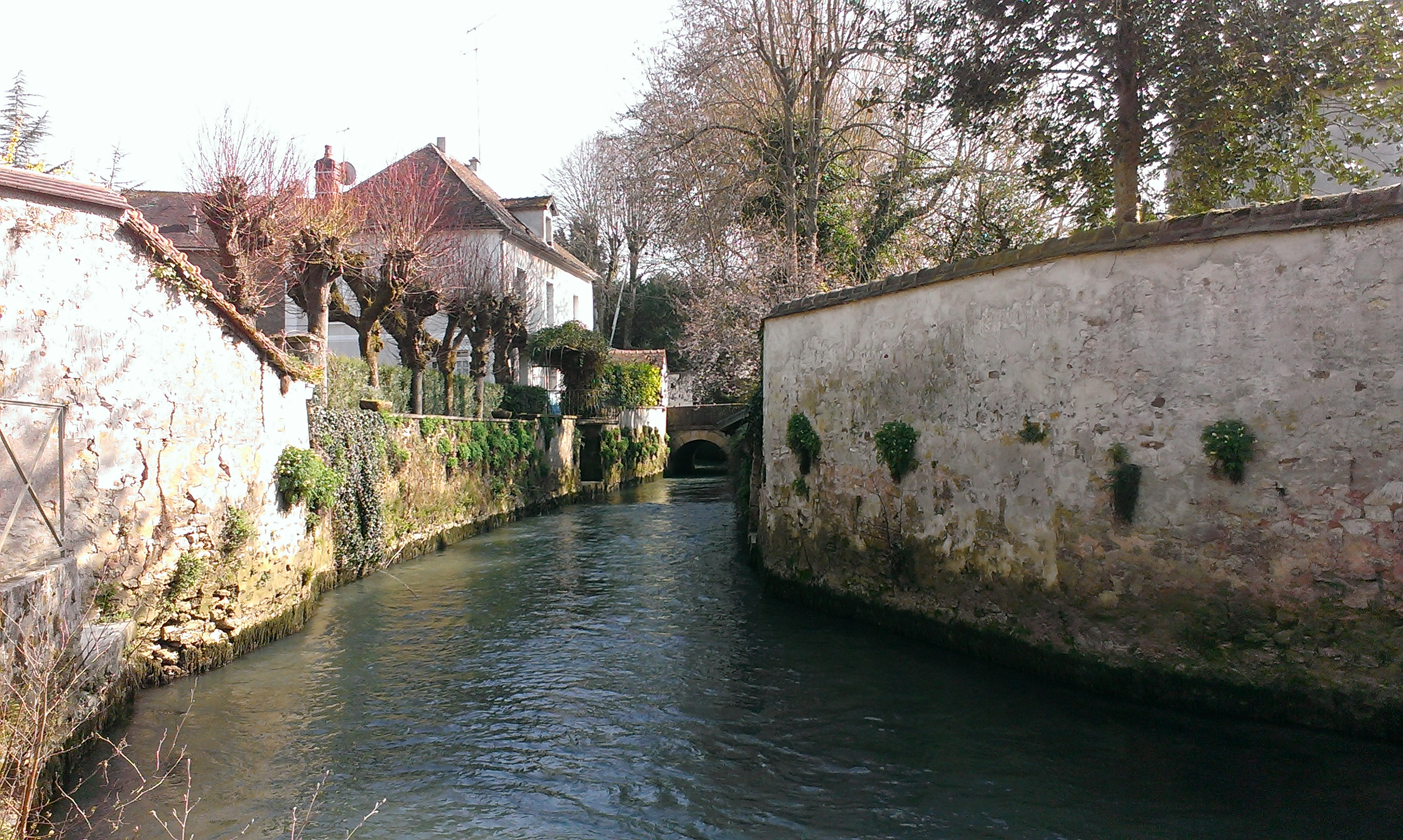
Le Grand Morin
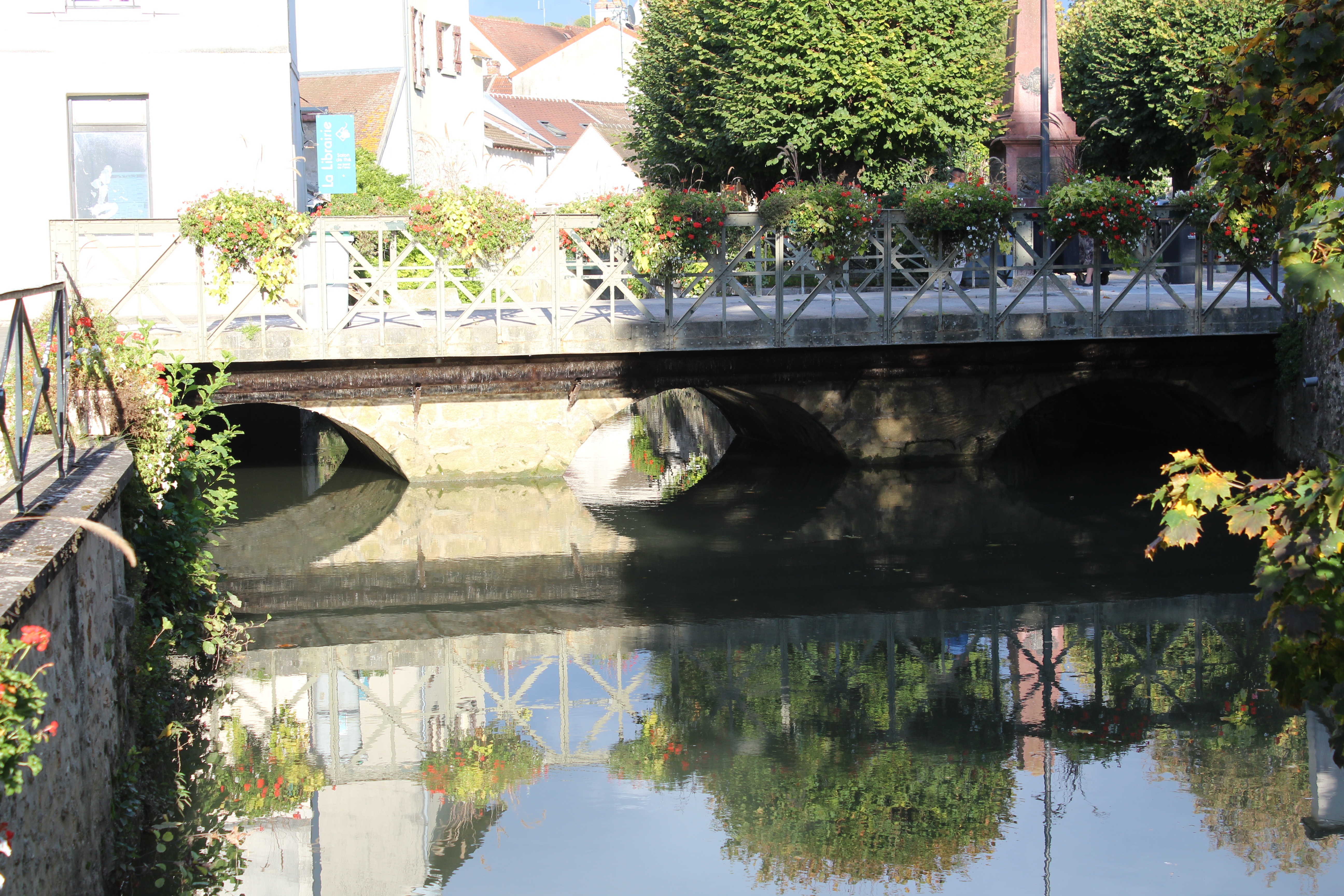
Pont sur la Petite rivière.
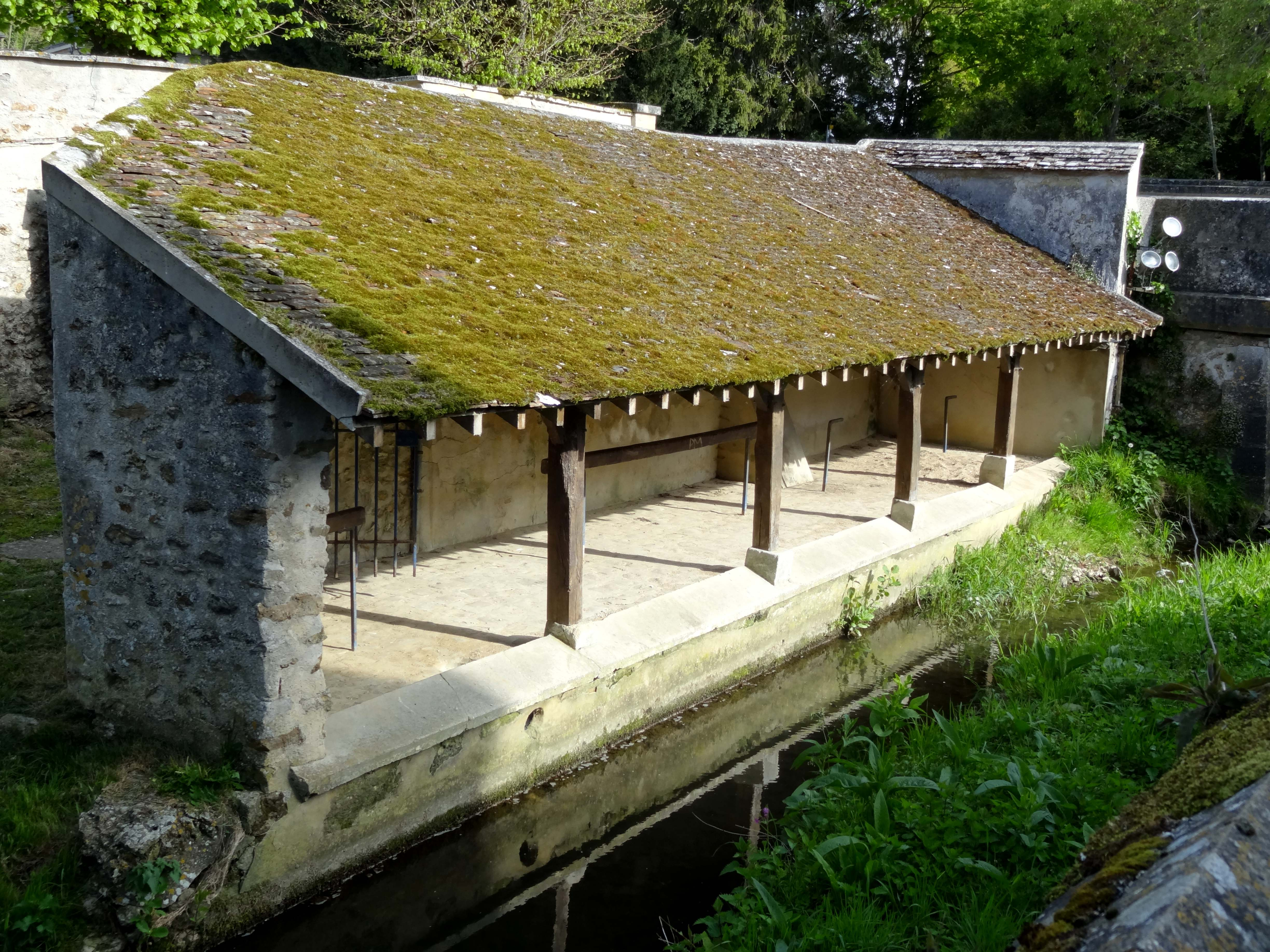
Lavoir sur le ru de la Fosse aux Coqs
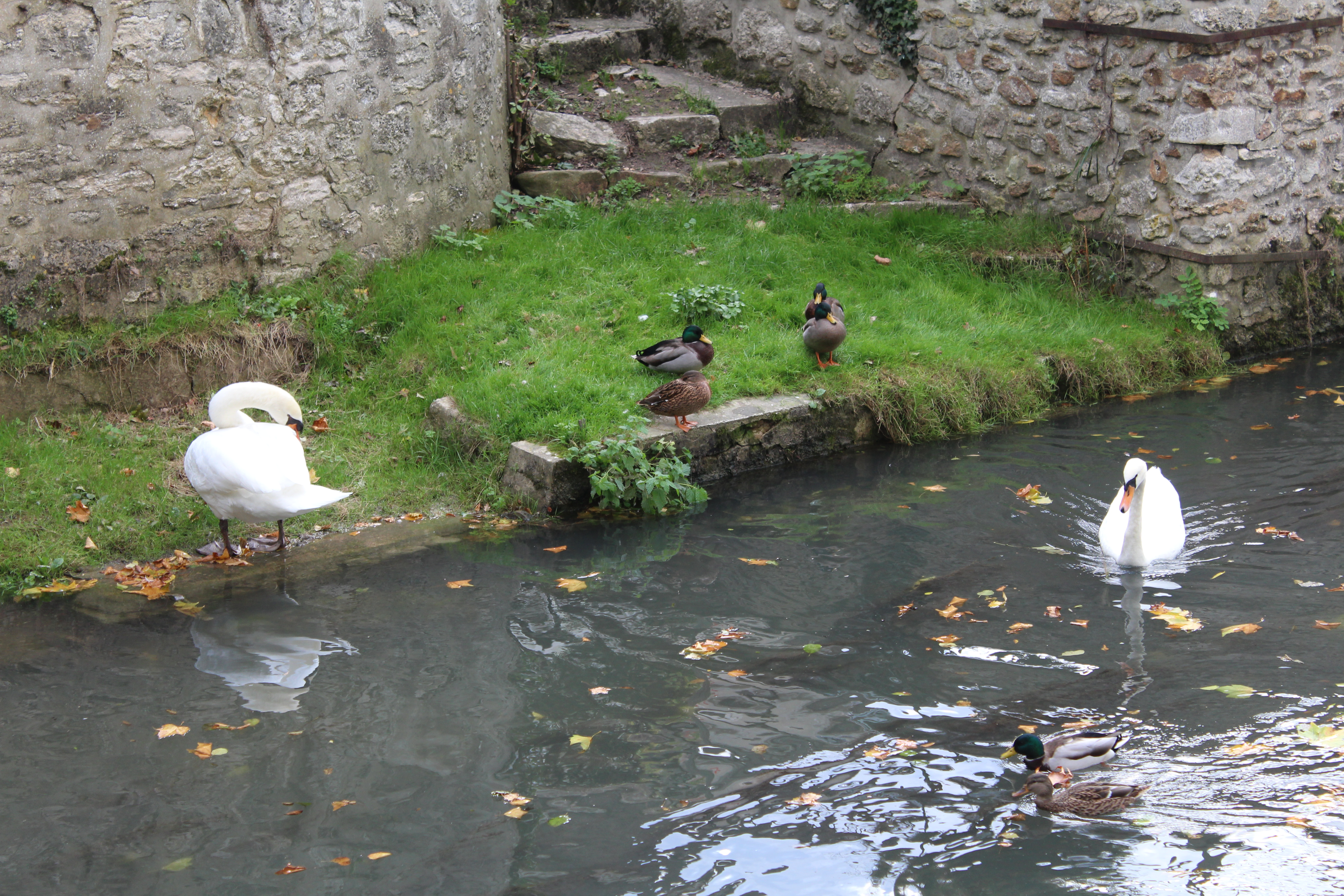
Canards et cygnes sur le canal de Crécy-la-Chapelle

#### Gestion des cours d'eau
Afin d’atteindre le bon état des eaux imposé par la Directive-cadre sur l'eau du 23 octobre 2000, plusieurs outils de gestion intégrée s’articulent à différentes échelles : le SDAGE, à l’échelle du bassin hydrographique, et le SAGE, à l’échelle locale. Ce dernier fixe les objectifs généraux d’utilisation, de mise en valeur et de protection quantitative et qualitative des ressources en eau superficielle et souterraine. Le département de Seine-et-Marne est couvert par six SAGE, au sein du bassin Seine-Normandie.
La commune fait partie du SAGE « Petit et Grand Morin », approuvé le 21 octobre 2016. Le territoire de ce SAGE comprend les bassins du Petit Morin (630 km2) et du Grand Morin (1 185 km2). Le pilotage et l’animation du SAGE sont assurés par le syndicat Mixte d'Aménagement et de Gestion des Eaux (SMAGE) des 2 Morin, qualifié de « structure porteuse ».

### Climat
Pour des articles plus généraux, voir Climat de l'Île-de-France et Climat de Seine-et-Marne.
En 2010, le climat de la commune est de type climat océanique dégradé des plaines du Centre et du Nord, selon une étude du CNRS s'appuyant sur une série de données couvrant la période 1971-2000. En 2020, Météo-France publie une typologie des climats de la France métropolitaine dans laquelle la commune est exposée à un climat océanique altéré et est dans la région climatique Nord-est du bassin Parisien, caractérisée par un ensoleillement médiocre, une pluviométrie moyenne régulièrement répartie au cours de l’année et un hiver froid (3 °C).
Pour la période 1971-2000, la température annuelle moyenne est de 11,1 °C, avec une amplitude thermique annuelle de 15,2 °C. Le cumul annuel moyen de précipitations est de 725 mm, avec 11,6 jours de précipitations en janvier et 7,8 jours en juillet. Pour la période 1991-2020, la température moyenne annuelle observée sur la station météorologique la plus proche, située sur la commune de Mouroux à 10 km à vol d'oiseau, est de 11,3 °C et le cumul annuel moyen de précipitations est de 721,3 mm,. Pour l'avenir, les paramètres climatiques de la commune estimés pour 2050 selon différents scénarios d'émission de gaz à effet de serre sont consultables sur un site dédié publié par Météo-France en novembre 2022.

### Milieux naturels et biodiversité
Aucun espace naturel présentant un intérêt patrimonial n'est recensé sur la commune dans l'inventaire national du patrimoine naturel,,.

## Urbanisme

### Typologie
Au 1er janvier 2024, Crécy-la-Chapelle est catégorisée ceinture urbaine, selon la nouvelle grille communale de densité à sept niveaux définie par l'Insee en 2022.
Elle appartient à l'unité urbaine de Bailly-Romainvilliers, une agglomération intra-départementale regroupant quatorze  communes, dont elle est ville-centre,,. Par ailleurs la commune fait partie de l'aire d'attraction de Paris, dont elle est une commune de la couronne,. Cette aire regroupe 1 929 communes,.

### Occupation des sols
L'occupation des sols de la commune, telle qu'elle ressort de la base de données européenne d’occupation biophysique des sols Corine Land Cover (CLC), est marquée par l'importance des territoires agricoles (55,2 % en 2018), une proportion sensiblement équivalente à celle de 1990 (55,3 %). La répartition détaillée en 2018 est la suivante : 
terres arables (49,3% ), forêts (22,1% ), zones urbanisées (15,1% ), espaces verts artificialisés, non agricoles (7,6% ), prairies (3,1% ), zones agricoles hétérogènes (2,9 %).
Parallèlement, L'Institut Paris Région, agence d'urbanisme de la région Île-de-France, a mis en place un inventaire numérique de l'occupation du sol de l'Île-de-France, dénommé le MOS (Mode d'occupation du sol), actualisé régulièrement depuis sa première édition en 1982. Réalisé à partir de photos aériennes, le Mos distingue les espaces naturels, agricoles et forestiers mais aussi les espaces urbains (habitat, infrastructures, équipements, activités économiques, etc.) selon une classification pouvant aller jusqu'à 81 postes, différente de celle de Corine Land Cover,,. L'Institut met également à disposition des outils permettant de visualiser par photo aérienne l'évolution de l'occupation des sols de la commune entre 1949 et 2018.

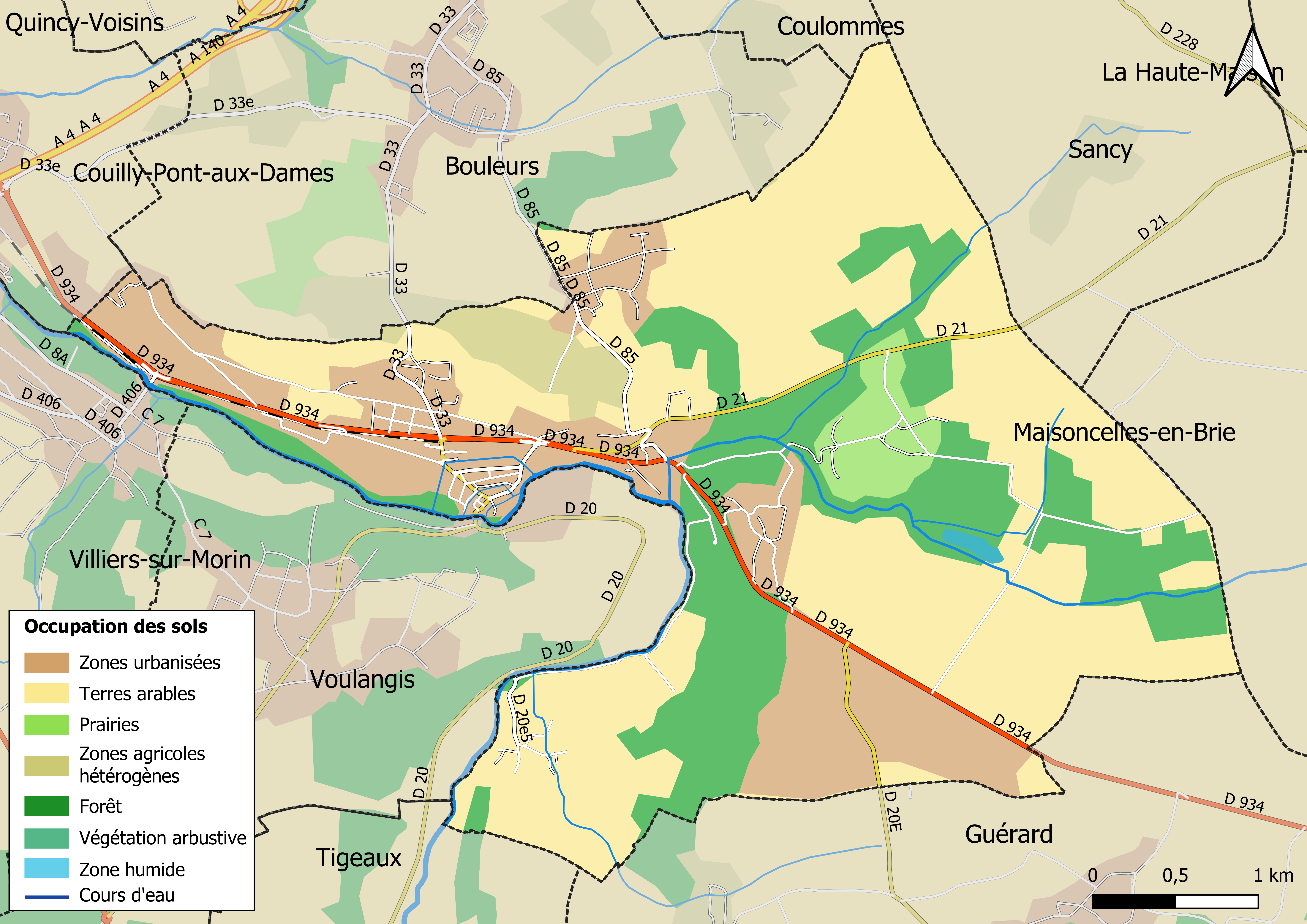
Carte des infrastructures et de l'occupation des sols en 2018 (CLC) de la commune.
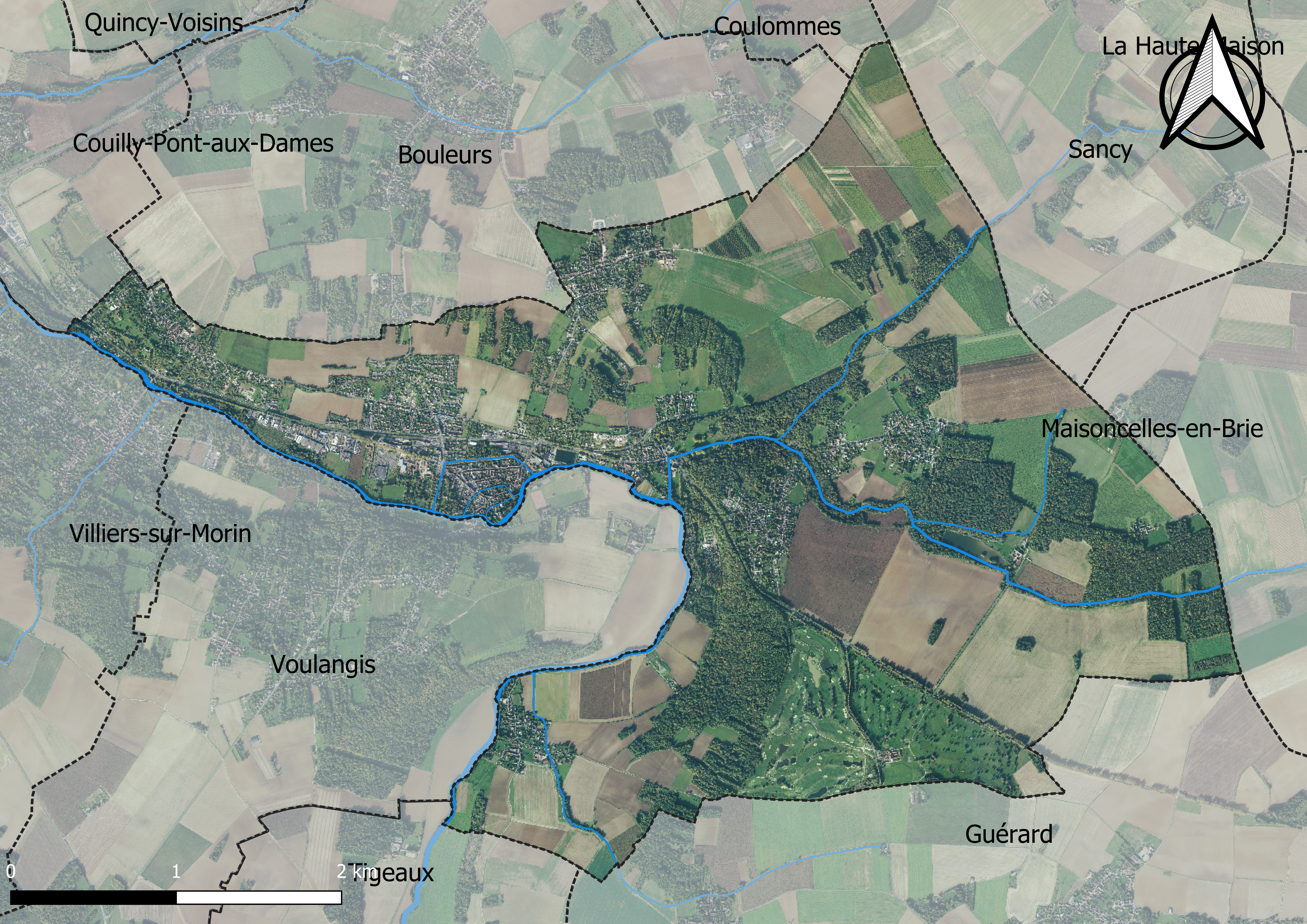
Carte orhophotogrammétrique de la commune.

### Planification
La loi SRU du 13 décembre 2000 a incité les communes à se regrouper au sein d’un établissement public, pour déterminer les partis d’aménagement de l’espace au sein d’un SCoT, un document d’orientation stratégique des politiques publiques à une grande échelle et à un horizon de 20 ans et s'imposant aux documents d'urbanisme locaux, les PLU (Plan local d'urbanisme). La commune est dans le territoire du SCOT Pays créçois, approuvé le 18 décembre 2019.
La commune disposait en 2019 d'un plan local d'urbanisme en révision. Le zonage réglementaire et le règlement associé peuvent être consultés sur le Géoportail de l'urbanisme.

### Lieux-dits et écarts
La commune compte 118 lieux-dits administratifs répertoriés consultables ici dont Montbarbin, Serbonne', Libernon, Mongrolle, Férolles, Montaudier, la Grande Cour, les Hauts-Soleils, le Choiselle, le Souterrain (source : le fichier Fantoir).

### Habitat et logement
En 2019, le nombre total de logements dans la commune était de 2 350, alors qu'il était de 2 077 en 2014 et de 1 923 en 2009.
Parmi ces logements, 86,8 % étaient des résidences principales, 4 % des résidences secondaires et 9,2 % des logements vacants. Ces logements étaient pour 65,4 % d'entre eux des maisons individuelles et pour 33,6 % des appartements.
Le tableau ci-dessous présente la typologie des logements à Crécy-la-Chapelle en 2019 en comparaison avec celle de Seine-et-Marne et de la France entière. Une caractéristique marquante du parc de logements est ainsi une proportion de résidences secondaires et logements occasionnels (4 %) supérieure à celle du département (3 %) et à celle de la France entière (9,7 %). Concernant le statut d'occupation de ces logements, 65,2 % des habitants de la commune sont propriétaires de leur logement (66,6 % en 2014), contre 61,8 % pour la Seine-et-Marne et 57,5 pour la France entière.
| Typologie                                               | Crécy-la-Chapelle | Seine-et-Marne | France entière |
| ------------------------------------------------------- | ----------------- | -------------- | -------------- |
| Résidences principales (en %)                           | 86,8              | 90,2           | 82,1           |
| Résidences secondaires et logements occasionnels (en %) | 4                 | 3              | 9,7            |
| Logements vacants (en %)                                | 9,2               | 6,8            | 8,2            |

### Voies de communication et transports
La commune est desservie par :

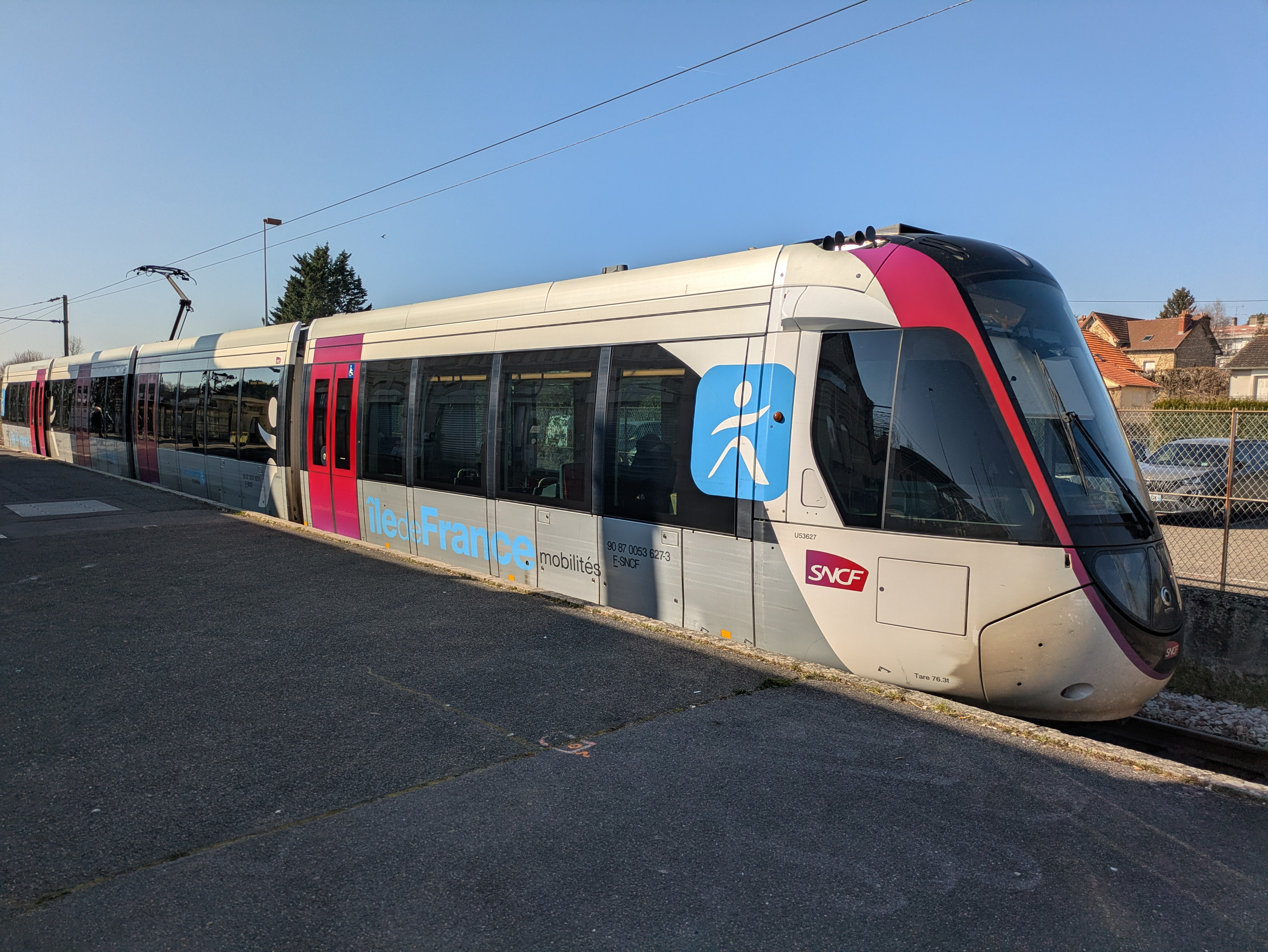
Tram-train du T14 à la gare de Crécy-la-Chapelle en 2025.

- deux gares de la ligne 14 du tramway d'Île-de-France sur la ligne Esbly - Crécy-la-Chapelle : les gares de Villiers - Montbarbin et Crécy-la-Chapelle ;
- les lignes 17 et 59 du réseau de bus Brie et 2 Morin.

Le sentier de grande randonnée GR1 passe sur le territoire de la commune sur deux sections, l'une au nord, venant de Bouleurs, passant par le centre du village jusqu'à Voulangis, la seconde au sud-ouest, entre Voulangis et Tigeaux.

## Toponymie
Le nom de Crécy-la-Chapelle existe depuis le 1er octobre 1972. À cette date, la commune de Crécy-en-Brie a fusionné avec celle de La Chapelle-sur-Crécy, et a pris le nom de Crécy-la-Chapelle.

### Attestations anciennes
Le nom de Crécy est attesté sous les formes Crisecus au VIIe siècle, Criscecus (Chron. de Frédégaire) et Crideciaco vico au VIIe siècle (Monnaies mérovingienne) ; Criciacus (Prou, Philippe Ier, p. 273) et Criciacum en 1082 (Du Plessis, II, p. 10) ; Ecclesia de Veteri Crecei en 1137 ; Prioratus de Cresceio en 1184 (Depoin, Saint-Martin-des-Champs, III, p. 54 ; Crisceium en 1190 (idem) ; Creceium en 1202 (Du Plessis, II, p. 88) ; Creciacum en 1222 (Guill. de Nangis) ; Castrum, Castellum de Creciaco versus Capellam en 1226 (Du Plessis, II, p. 119) ; Cresci en 1239 (Bibl. nat., ms. Latin 10944, fol. 58) ; Creci en 1260 (Du Plessis, II, p. 165) ; Crecy en 1287 (Du Plessis, II, p. 182) ; Creciacum au XIIIe siècle ; Cressiacum en 1315 (Archives nationales, P 2290, p. 613) ; Crecy en Braye en 1363 (Archives nationales, KK 4) ; Castrum Crecii in Bria en 1392 (Ordonnances, VII, p. 467) ; Crecyacum en 1439 (Bibl. nat., ms. Latin 10944, fol. 38 v°) ; Cressy en Braye en 1538 (Archives nationales, S 366) ; Cressy en 1690 (Carte Jaillot) ; Crécy en l'an IX ; Crécy-sur-Morin en 1810.
Le déterminant la-Chapelle est attesté sous les formes Ecclesia Sancte Marie de Capella et Capella que est juxta Creciacum en 1202 ; Capella en 1228 ; La Chapelle de Crecy en 1325 ; Capella juxta Creciacum en 1363 ; La Chapelle lez Crecy en 1604 et en 1622 ; La Chapelle sous Crécy en 1632 ; La Chapelle en 1757 (Cassini) et La Chapelle en l'an IX.

### Étymologie
Crécy est formation toponymique gauloise ou gallo-romaine en -(i)acum, suffixe d'origine gauloise, localisant à l'origine, puis marquant la propriété et qui a régulièrement abouti à la terminaison -y dans la région. Le premier élément Créc(i)- représente le nom de personne gaulois Crixsus (Crixsos) dont la signification est « frisé, crépu », il correspond au mot latin crispus > crépu, crêpe. Le celtique insulaire conserve ce mot : gallois crych, breton crech « frisé, crépu ».
Homonymie avec les nombreux Crécy, Crécey, Cressy, Cressac, Creyssac, Cressat, Créssé, Crissay, Crissé et Crissey, etc..
La Chapelle fait allusion à un oratoire puis à une chapelle qui précédait l'église paroissiale dédiée à Notre-Dame de l'Assomption.

## Histoire

### Préhistoire
L'endroit aurait été habité dès l'époque néolithique.
En 1842, 1874 et 1886 est découvert un hypogée celtique,,, puis un second en 1887.

### Antiquité
Selon la légende, Crécy aurait été fondé en 930 av. J.-C. par le "duc d'Hibros" venu en Gaule à la tête de 2 000 Sicambriens. La rive gauche du Grand Morin aurait été le berceau du village, puis il se serait déplacé sur un petit îlot, fortifié pour l'occasion.
En 277, l'empereur Aurélien serait passé par Crécy plusieurs fois en utilisant la grande voie romaine qui relie Senlis à Troyes. Mais l'empereur est mort en 275.

### Moyen Âge
En 861 les Normands pillent, saccagent et brûlent Crécy, Meaux, Melun et toute la région.
C'est à partir des IXe et Xe siècles qu'est  édifiée la première forteresse. Isabelle/Elisabeth, comtesse de Crécy,, apporta la ville en dot à Guy le Rouge de Montlhéry, comte de Rochefort. Guy et son fils Hugues de Crécy, se joignant aux ennemis du roi Philippe Ier de France, dotèrent Crécy d'une redoutable défense.
Comme c'était sa dernière possession, il fait grandir le village qui devint ville et le fit entourer d'un fossé alimenté par l'eau du Morin. Outre le château, il fait construire un formidable rempart double, flanqué de 99 tours[réf. nécessaire], dont certaines existent toujours. Quatre portes voûtées avec pont-levis permettaient d'y entrer : la porte de Meaux, la porte de la Chapelle, la porte de Dame Gilles et la porte Marchande qui a été supprimée au XVIIe siècle.
La rébellion étant finalement matée par Louis VI, celui-ci confisque les terres. Hugues de Crécy se retira alors dans un monastère, où il termine ses jours.
Certains érudits attribuent à Gaucher II de Châtillon et de Montjay, vassal des comtes de Champagne les renforcements des fortifications et le creusement du dernier brasset, mais Jean Mesqui, expert en architecture militaire médiévale, dans une étude plus récente situe ces travaux plus tardivement, dans la première moitié du XIIIe siècle. Son analyse repose sur la comparaison, sur le plan architectural et défensif, des vestiges des fortifications créçoises avec un ensemble de références architecturales observées et datées au sein même du comté de Champagne. Ainsi selon l'auteur, Gaucher III de Châtillon, comte de St-Pol, fils de Gaucher II, aurait fait restaurer ou reconstruire l'enceinte intérieure du bourg et c'est son fils Hugues, comte de St-Pol et de Blois, qui aurait été le commanditaire de la seconde enceinte, érigée pour protéger le nouveau quartier du marché et l’inclure définitivement dans le périmètre protégé de la ville. C'était probablement entre 1225 et 1230. Il fait remplacer l'ancienne église  par une chapelle.
Crécy est ensuite possédée par Thibaut V de Champagne-Navarre, puis par son frère Henri III de Champagne. À la mort de ce dernier sa fille Jeanne de Champagne en hérite. Le domaine est ajouté à la Couronne de France, en 1284, lors du mariage de la comtesse-reine Jeanne avec Philippe le Bel. Cependant les Châtillon ont pu conserver des droits sur Crécy et Crèvecœur-en-Brie, puisque le connétable Gaucher V en est dit le châtelain et qu'il les échangea en 1289/1303 avec le roi Philippe contre le comté de Porcien.
Sa situation, à la limite de la Champagne sur la route de Troyes, et surtout sur une voie d'eau alors navigable, favorise le commerce et en fait une étape où les marchands, allant de foire en foire, s'achalandent au passage en productions locales. Le dynamisme des commerçants de Crécy est un héritage dûment conservé puisqu'aux XIIe et XIIIe siècles, on compte des fabriques de peaux, de laine, de draps, le commerce des bestiaux et du bois, la production de vins. Des quais et un port avec une porte marchande, qui disparaîtra durant la première moitié du XVIIe siècle, existaient le long des brassets et au bord de la rivière. Au commerce florissant s'ajoutait, au XVIIe siècle, une population de magistrats, notaires, etc.
En 1358, la ville est touchée par la Grande Jacquerie.
Le château délaissé, mal entretenu par ses différents propriétaires devint difficilement habitable et commence à tomber en ruine.
En 1429, Jeanne d'Arc et Charles VII traversent la ville au retour du sacre[réf. nécessaire]. En 1436, les Anglais s'emparent de la cité, puis les Armagnacs et les Bourguignons s'en disputent la possession. Plus tard, les Écorcheurs essaient de s'en emparer.

### Temps modernes
En 1574, Henri III alors duc d'Anjou en partance pour la Pologne traverse la ville accompagné par le roi Charles IX et sa mère Catherine de Médicis.
Durant l'époque moderne, Crécy est restée une ville commerçante et artisanale, pour le bourg, et rurale avec des hameaux nichés dans la campagne briarde.

### Révolution française et Empire
Crécy traverse la Révolution française sans troubles importants mais, à la suite d'une grave crise économique, deux industries seulement subsistent, celles de la tannerie et du bois.
Lors de la campagne de France les armées coalisées occupent la ville durant 9 jours. Les camps sont établis dans les prés de Saint-Martin et de la Couture. Les occupants pillent, volent et maltraitent les habitants qui se révoltent, mais devant une telle force, se réfugient dans la forêt de Crécy où les envahisseurs n'osent pas les poursuivre. La ville manque toutefois d'être brûlée.

### Époque contemporaine
En 1902 est mise en service par la compagnie des chemins de fer de l'Est la ligne d'Esbly à Crécy-la-Chapelle, prévue dès une  loi du 17 juillet 1879. La Gare de Crécy-la-Chapelle en est le terminus, facilitant le déplacement des habitants et le transport des marchandises.

Crécy au tout-début du XXe siècle
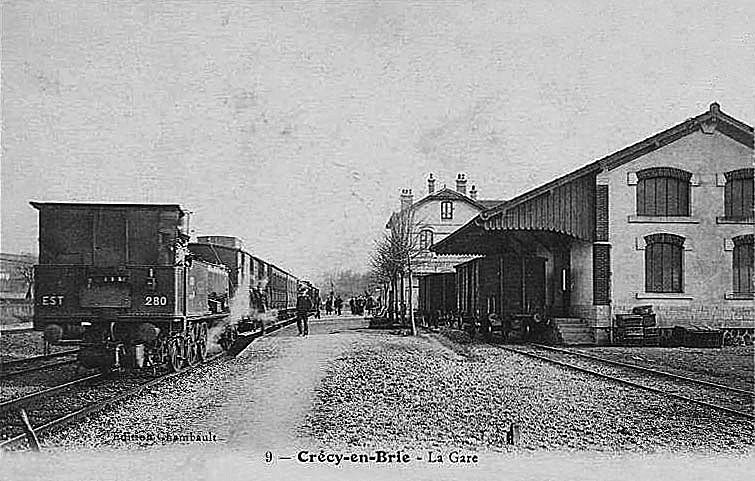
Train en gare.
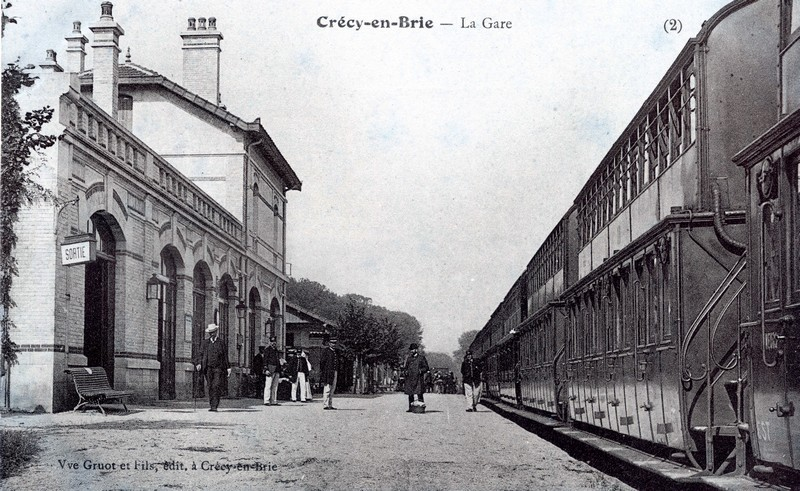
Voitures à deux étages de banlieue en gare.

La commune de Crécy-la-Chapelle est née le 1er octobre 1972 de la fusion, entre les anciennes communes de Crécy-en-Brie et de La Chapelle-sur-Crécy.

## Politique et administration

### Rattachements administratifs et électoraux
La commune fait partie de l'arrondissement de Meaux du département de Seine-et-Marne, en région Île-de-France. Pour l'élection des députés, elle dépend de la cinquième circonscription de Seine-et-Marne.
La commune était le chef-lieu depuis 1793 du canton de Crécy-la-Chapelle. Dans le cadre du redécoupage cantonal de 2014 en France, la commune fait désormais partie du canton de Serris.

### Intercommunalité

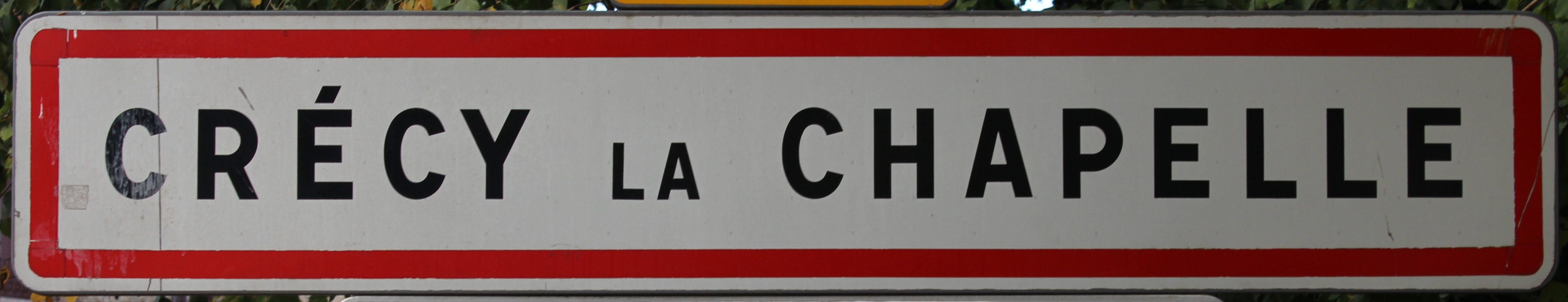
Panneau d'entrée de commune, portant la plaque de l'ancienne intercommunalité.

La commune était le siège de la communauté de communes du Pays Créçois, intercommunalité créée fin 2000 et qui s'était substitue au district rural de Crécy-la-Chapelle-Vallée du Grand Morin créé le 7 juin 1992.
Son territoire a été réparti entre plusieurs autres intercommunalités, et, à compter du 1er janvier 2020, la commune est désormais membre de la communauté d'agglomération Coulommiers Pays de Brie.

### Tendances politiques et résultats
Lors du premier tour des élections municipales de 2014 en Seine-et-Marne, la liste UMP menée par le maire sortant Michel Houel obtient la majorité absolue des suffrages exprimés, avec 1 023 voix (58,86 %, 22 conseillers municipaux élus dont 3 communautaires), devançant très largement celles menées respectivement par : 

- Sébastien Chimot (DVD, 557 voix, 32,04 %, 4 conseillers municipaux élus dont  1 communautaire) ;

- Jean-Marie Andre (DVG, 158 voix, 9,09 %, 1 conseiller municipal élu).

Lors de ce scrutin, 37,23% des électeurs se sont abstenus. 	
Lors du second tour des élections municipales de 2020 en Seine-et-Marne, la liste DVC menée par le maire sortant — qui  avait succédé en 2017 à Michel Houel après sa démission — obtient la majorité des suffrages exprimés, avec 672 voix (46,05 %, 20 conseillers municipaux élus dont 2 communautaires), devançant les listes menées respectivement par :

- Sébastien Chimot (DVD, 455 voix, 31,18 %, 4 conseillers municipaux élus dont 1 communautaire) ; 

- Marie-Noëlle Temoin-Hadey (ECO, 332 voix, 22,75 %, 3 conseillers municipaux élus).

Lors de ce scrutin marqué par la pandémie de Covid-19 en France, 53,55 % des électeurs se sont abstenus.
Fin septembre 2022, le maire et l'ensemble des conseillers municipaux démissionnent après une crise au sein de cette majorité,.
De nouvelles élections municipales ont lieu le 4 décembre 2022, qui voient le succès dès le premier tour de la liste (SE) menée par Christine Autenzio, ancienne première adjointe au maire passée dans l’opposition, qui a recueilli 51,51 % des suffrages exprimés (21 sièges de conseillers municipaux).
La  liste DVD du maire démissionnaire Bernard Carouge obtient 29,3 % des suffrages exprimés (4 sièges de conseillers municipaux), suivie de celle DVD menée par Sébastien Chimot recueille elle 19,18 % (2 sièges de conseillers municipaux).
Lors de ce scrutin, 59,26 % des électeurs se sont abstenus.

### Liste des maires
| Période       | Période                       | Identité            | Étiquette         | Qualité |
| ------------- | ----------------------------- | ------------------- | ----------------- | --- |
| octobre 1972  | juin 1995                     | Antoine de Moustier | RI puis UDF       | Chef d'entreprise Conseiller général de Crécy-la-Chapelle (1966 → 1982 et 1988 → 1994) Maire de La Chapelle-sur-Crécy (1961 → 1972) |
| juin 1995     | mars 2001                     | Jean-Marc Huyghe    | DVD               | |
| mars 2001     | mars 2015                     | Michel Houel        | RPR puis UMP → LR | Gérant de société retraité Sénateur de Seine-et-Marne (2004 → 2016) Conseiller général de Crécy-la-Chapelle (1994 → 2005) Maire de Condé-Sainte-Libiaire (1977 → 2001) Président de l’Union des Maires de Seine-et-Marne (2001 → 2013) Démissionnaire |
| mars 2015     | octobre 2022                  | Bernard Carouge     | DVD               | Cadre bancaire retraité 9e vice-président de la CA Coulommiers Pays de Brie (2020 → 2022) |
| décembre 2022 | En cours (au 21 janvier 2023) | Christine Autenzio  | SE                | Retraitée du secteur de la santé Élue à la suite d'une élection municipale partielle |

### Jumelages
La ville est jumelée avec  Pielenhofen (Allemagne).

## Équipements et services

### Eau et assainissement
L’organisation de la distribution de l’eau potable, de la collecte et du traitement des eaux usées et pluviales relève des communes. La loi NOTRe de 2015 a accru le rôle des EPCI à fiscalité propre en leur transférant cette compétence. Ce transfert devait en principe être effectif au 1er janvier 2020, mais la loi Ferrand-Fesneau du 3 août 2018 a introduit la possibilité d’un report de ce transfert au 1er janvier 2026,.

#### Assainissement des eaux usées
En 2020, la gestion du service d'assainissement collectif de la commune de Crécy-la-Chapelle est assurée par la communauté d'agglomération Coulommiers Pays de Brie (CACPB) pour la collecte et . Ce service est géré en délégation par une entreprise privée, dont le contrat arrive à échéance le 30 juin 2023,,.
L’assainissement non collectif (ANC) désigne les installations individuelles de traitement des eaux domestiques qui ne sont pas desservies par un réseau public de collecte des eaux usées et qui doivent en conséquence traiter elles-mêmes leurs eaux usées avant de les rejeter dans le milieu naturel. La communauté d'agglomération Coulommiers Pays de Brie (CACPB) assure pour le compte de la commune le service public d'assainissement non collectif (SPANC), qui a pour mission de vérifier la bonne exécution des travaux de réalisation et de réhabilitation, ainsi que le bon fonctionnement et l’entretien des installations,.

#### Eau potable
En 2020, l'alimentation en eau potable est assurée par  le SMAAEP de Crécy_Boutigny et Environs qui en a délégué la gestion à l'entreprise Veolia, dont le contrat expire le 31 décembre 2025,,.
Les nappes de Beauce et du Champigny sont classées en zone de répartition des eaux (ZRE), signifiant un déséquilibre entre les besoins en eau et la ressource disponible. Le changement climatique est susceptible d’aggraver ce déséquilibre. Ainsi afin de renforcer la garantie d’une distribution d’une eau de qualité en permanence sur le territoire du département, le troisième Plan départemental de l’eau signé, le 3 octobre 2017, contient un plan d’actions afin d’assurer avec priorisation la sécurisation de l’alimentation en eau potable des Seine-et-Marnais. À cette fin a été préparé et publié en décembre 2020 un schéma départemental d’alimentation en eau potable de secours dans lequel huit secteurs prioritaires sont définis. La commune fait partie du secteur Meaux.

## Population et société

### Démographie
L'évolution du nombre d'habitants est connue à travers les recensements de la population effectués dans la commune depuis 1793. Pour les communes de moins de 10 000 habitants, une enquête de recensement portant sur toute la population est réalisée tous les cinq ans, les populations de référence des années intermédiaires étant quant à elles estimées par interpolation ou extrapolation. Pour la commune, le premier recensement exhaustif entrant dans le cadre du nouveau dispositif a été réalisé en 2008.

En 2022, la commune comptait 4 881 habitants, en évolution de +11,13 % par rapport à 2016 (Seine-et-Marne : +3,92 %, France hors Mayotte : +2,11 %).
| 1793  | 1800  | 1806 | 1821 | 1831  | 1836 | 1841 | 1846  | 1851  |
| ----- | ----- | ---- | ---- | ----- | ---- | ---- | ----- | ----- |
| 1 028 | 1 011 | 985  | 962  | 1 049 | 950  | 994  | 1 103 | 1 044 |

| 1856  | 1861  | 1866  | 1872 | 1876 | 1881 | 1886 | 1891 | 1896 |
| ----- | ----- | ----- | ---- | ---- | ---- | ---- | ---- | ---- |
| 1 018 | 1 057 | 1 057 | 976  | 934  | 906  | 913  | 885  | 865  |

| 1901 | 1906 | 1911  | 1921  | 1926  | 1931 | 1936 | 1946 | 1954  |
| ---- | ---- | ----- | ----- | ----- | ---- | ---- | ---- | ----- |
| 930  | 978  | 1 059 | 1 020 | 1 069 | 971  | 932  | 945  | 1 026 |

| 1962  | 1968  | 1975  | 1982  | 1990  | 1999  | 2006  | 2008  | 2013  |
| ----- | ----- | ----- | ----- | ----- | ----- | ----- | ----- | ----- |
| 1 028 | 1 008 | 2 193 | 2 413 | 3 222 | 3 851 | 4 029 | 4 083 | 4 253 |

| 2018  | 2022  | - | - | - | - | - | - | - |
| ----- | ----- | - | - | - | - | - | - | - |
| 4 669 | 4 881 | - | - | - | - | - | - | - |

### Manifestations culturelles et festivités
Deux marchés hebdomadaires (le jeudi et le dimanche), une foire de la Saint-Michel (dernier week-end de septembre) et de nombreuses fêtes ou manifestations locales attirent de nombreux visiteurs.
La foire annuelle du village a lieu à la Saint-Michel. Une brocante se tient au printemps.

## Économie

### Revenus de la population et fiscalité
En 2017, le nombre de ménages fiscaux de la commune était de 1 892 (dont 68 % imposés), représentant 4 475 personnes et la  médiane du revenu disponible par unité de consommation  de 25 230 euros.

### Emploi
En 2017 , le nombre total d’emplois dans la zone était de 1 110, occupant 2 228 actifs  résidants.
Le taux d'activité de la population (actifs ayant un emploi) âgée de 15 à 64 ans s'élevait à 74,5 % contre un taux de chômage de 6,1 %. 
Les 19,4 % d’inactifs se répartissent de la façon suivante : 8,5 % d’étudiants et stagiaires non rémunérés, 5,9 % de retraités ou préretraités et 5 % pour les autres inactifs.

### Secteurs d'activité

#### Entreprises et commerces
En 2018, le nombre d'établissements actifs était de 459 dont 27 dans l’industrie manufacturière, industries extractives et autres, 68 dans la construction, 135 dans le commerce de gros et de détail, transports, hébergement et restauration, 14 dans l’Information et communication, 20 dans les activités financières et d'assurance, 19 dans les activités immobilières, 73 dans les activités spécialisées, scientifiques et techniques et activités de services administratifs et de soutien, 55 dans l’administration publique, enseignement, santé humaine et action sociale et 47  étaient relatifs aux autres activités de services.
En 2019, 84 entreprises ont été créées sur le territoire de la commune, dont 52 individuelles.
Au 1er janvier 2021, la commune ne possédait aucun hôtel  mais un terrain de camping disposant de 166 emplacements.

#### Agriculture
Crécy-la-Chapelle est dans la petite région agricole dénommée les « Vallées de la Marne et du Morin », couvrant les vallées des deux rivières, en limite de la Brie. En 2010, l'orientation technico-économique de l'agriculture sur la commune est la culture de céréales et d'oléoprotéagineux (COP).
Si la productivité agricole de la Seine-et-Marne se situe dans le peloton de tête des départements français, le département enregistre un double phénomène de disparition des terres cultivables (près de 2 000 ha par an dans les années 1980, moins dans les années 2000) et de réduction d'environ 30 % du nombre d'agriculteurs dans les années 2010. Cette tendance se retrouve au niveau de la commune où le nombre d’exploitations est passé de 12 en 1988 à 8 en 2010. Parallèlement, la taille de ces exploitations augmente, passant de 74 ha en 1988 à 116 ha en 2010.
Le tableau ci-dessous présente les principales caractéristiques des exploitations agricoles de Crécy-la-Chapelle, observées sur une période de 22 ans : 
|                                      | 1988 | 2000 | 2010 |
| ------------------------------------ | ---- | ---- | ---- |
| Dimension économique,                |      |      |      |
| Nombre d’exploitations (u)           | 12   | 12   | 8    |
| Travail (UTA)                        | 26   | 18   | 10   |
| Surface agricole utilisée (ha)       | 891  | 987  | 925  |
| Cultures                             |      |      |      |
| Terres labourables (ha)              | 842  | 948  | 870  |
| Céréales (ha)                        | 580  | 632  | 514  |
| dont blé tendre (ha)                 | 391  | 462  | s    |
| dont maïs-grain et maïs-semence (ha) | 65   | 78   | 83   |
| Tournesol (ha)                       | 65   | s    | s    |
| Colza et navette (ha)                | 60   | 70   | 145  |
| Élevage                              |      |      |      |
| Cheptel (UGBTA)                      | 138  | 99   | 117  |

## Culture locale et patrimoine

### Lieux et monuments
- Collégiale Notre-Dame de Crécy-la-Chapelle[91], classée monument historique depuis 1846[92].

La collégiale Notre-Dame de Crécy-la-Chapelle
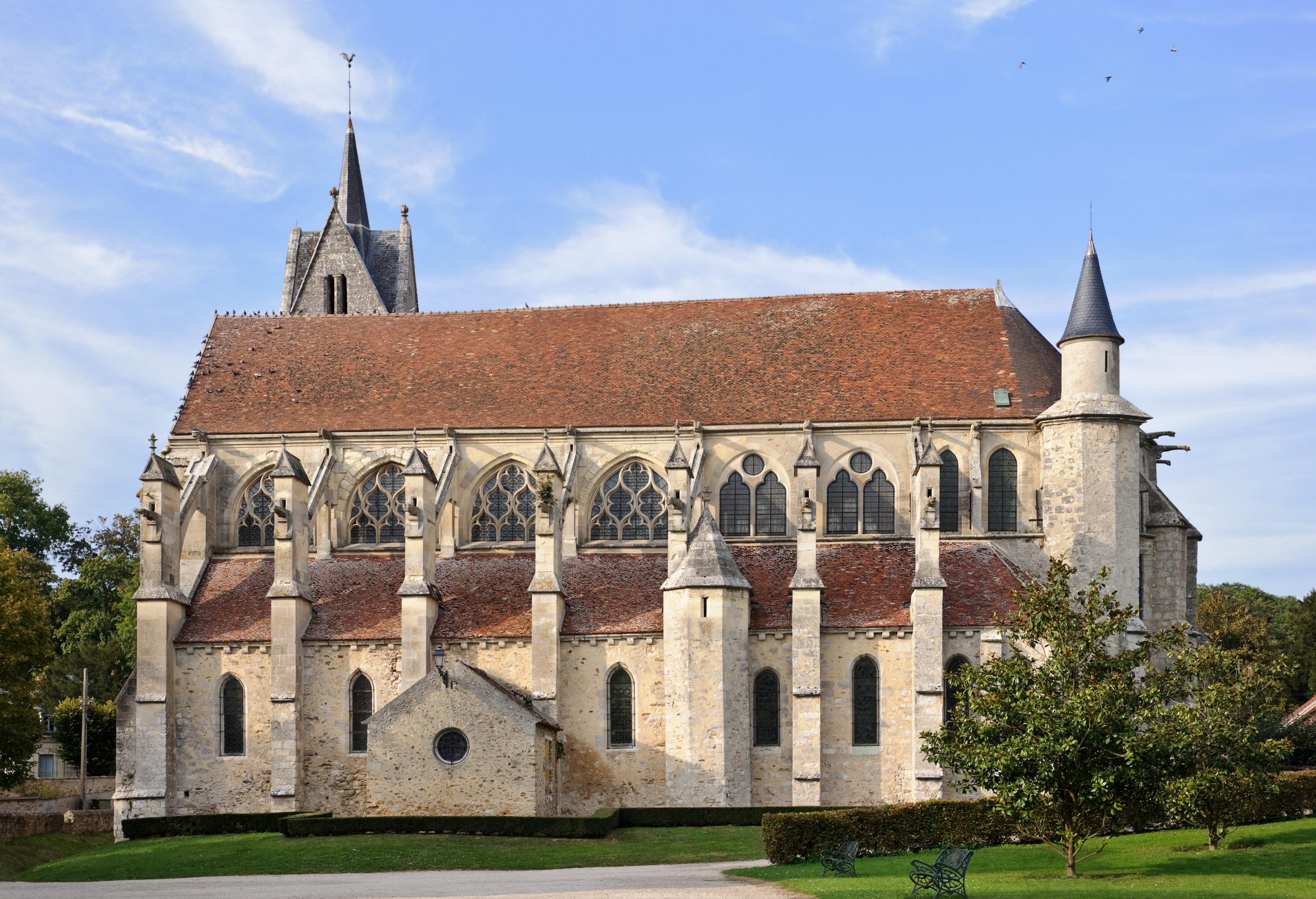
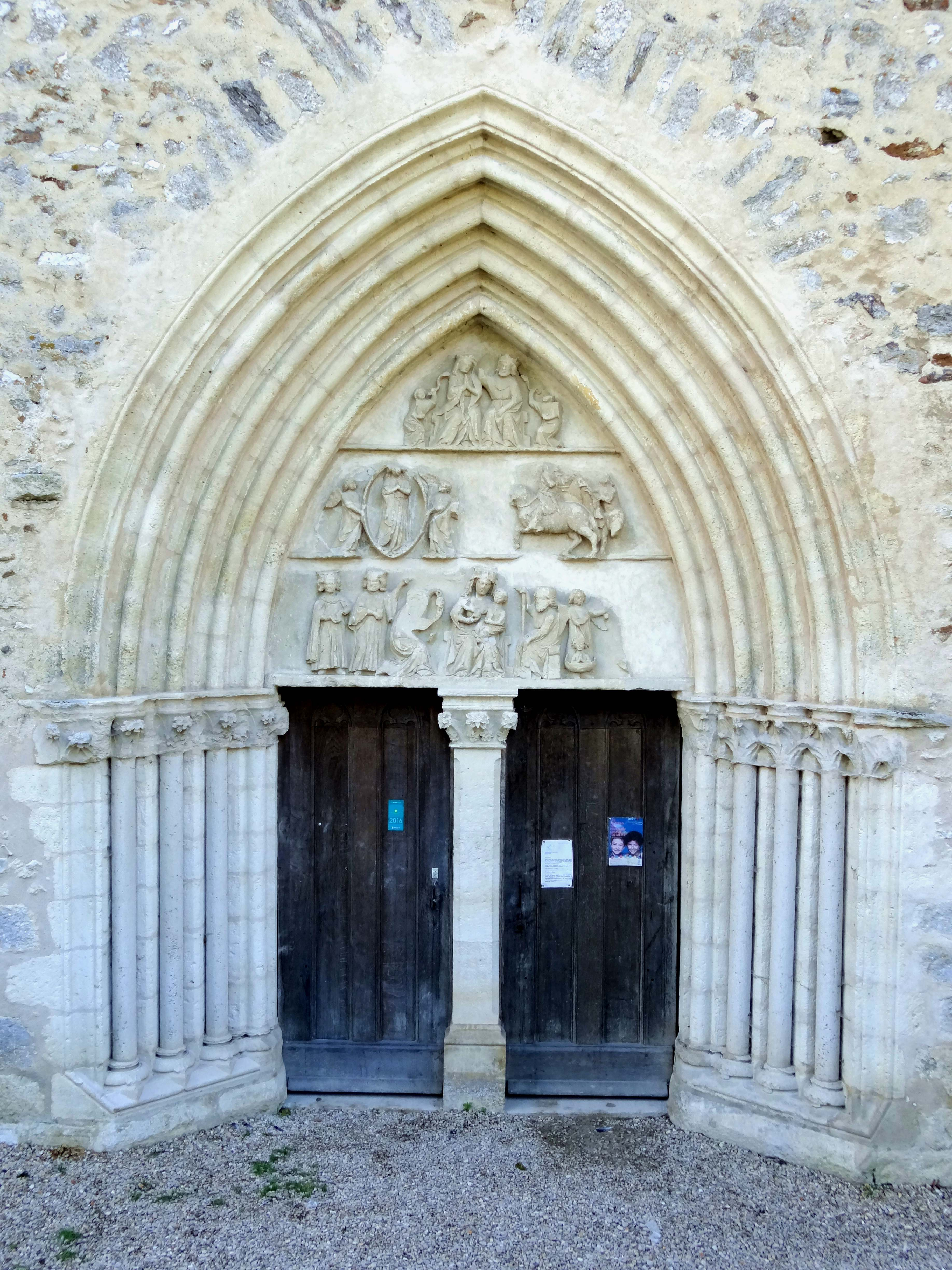
Portail occidental
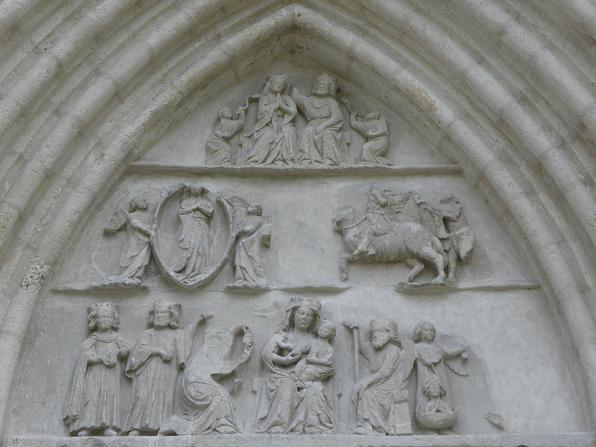
Tympan du portail occidental.
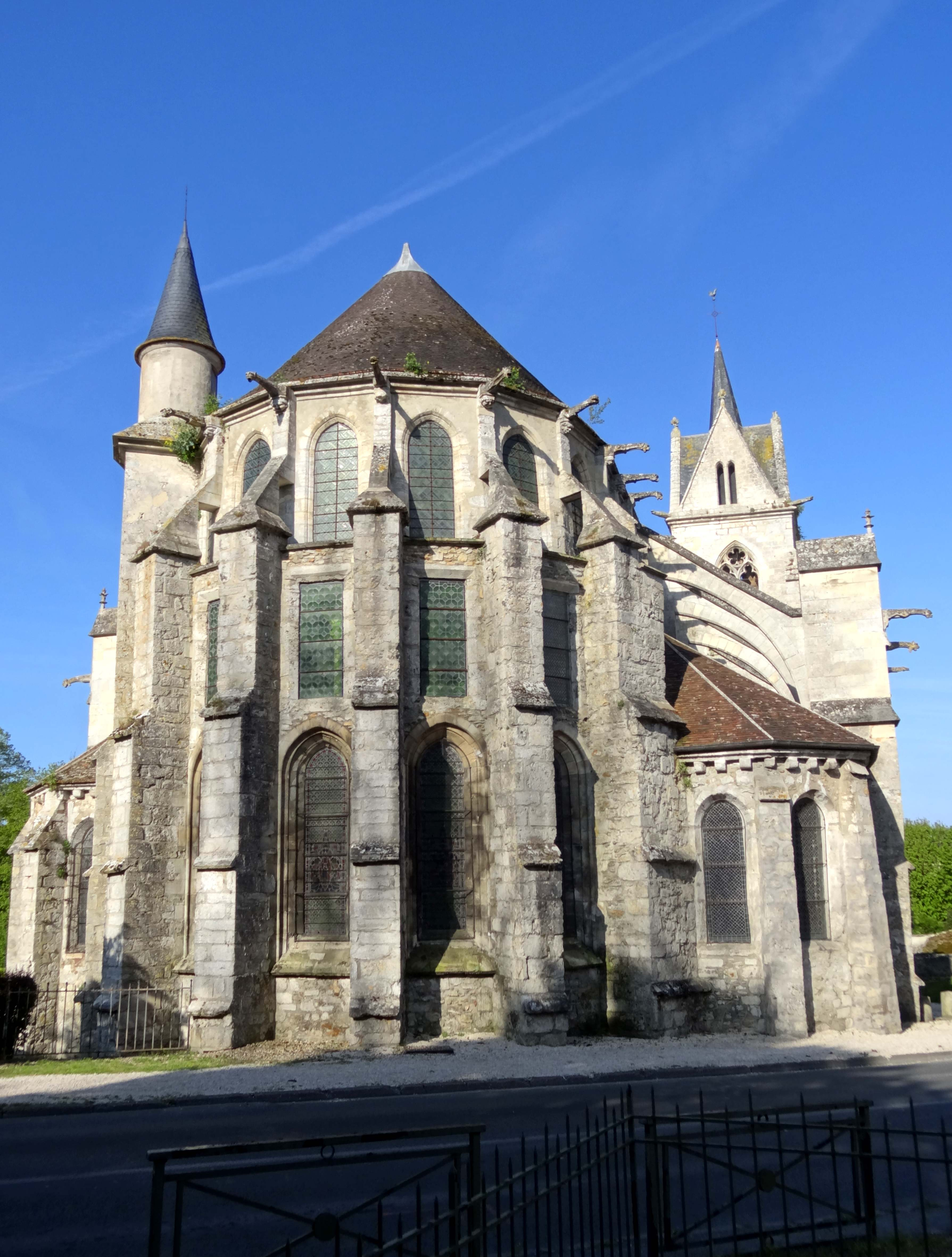
Chevet.
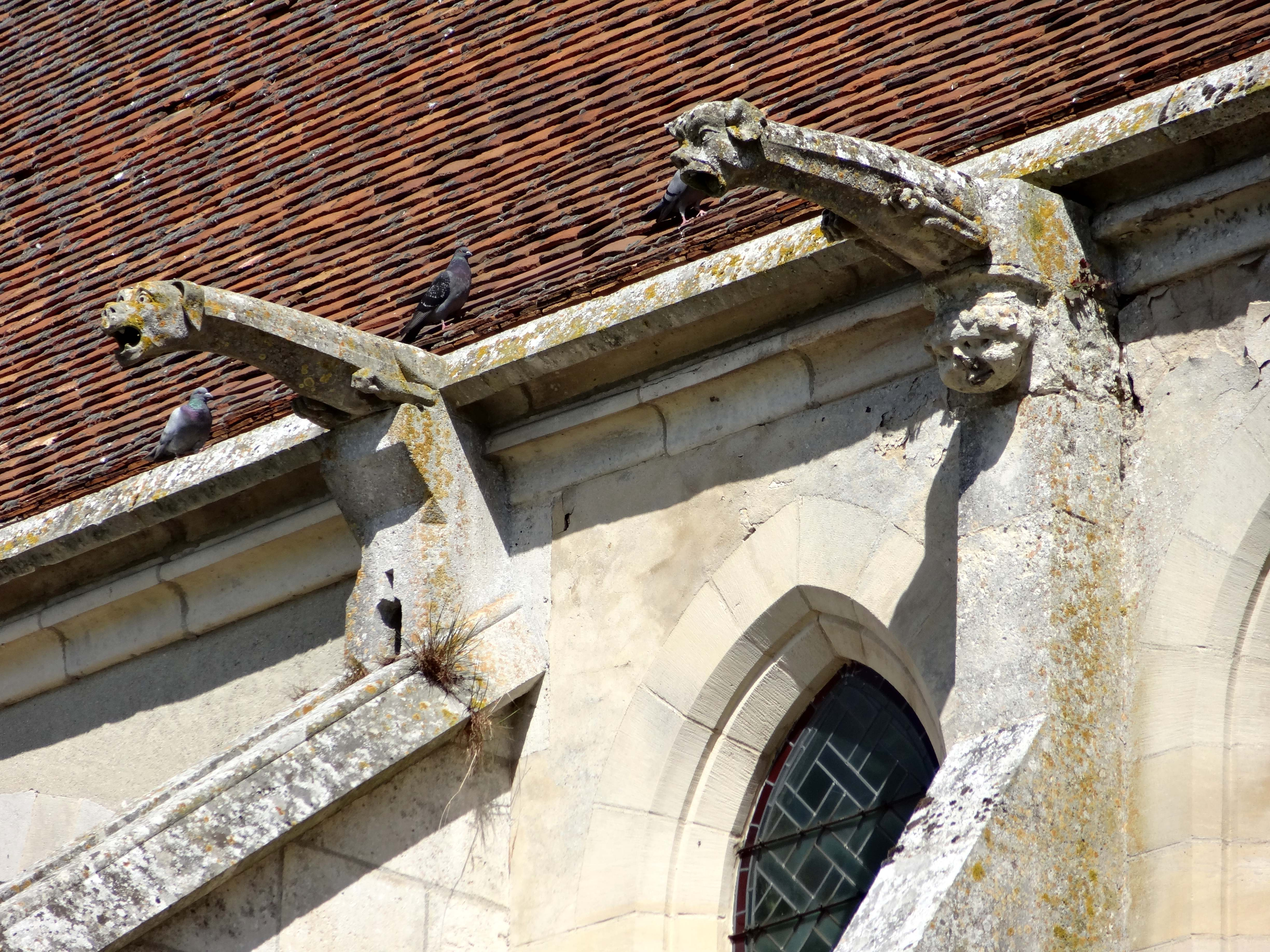
Gargouilles du côté sud.
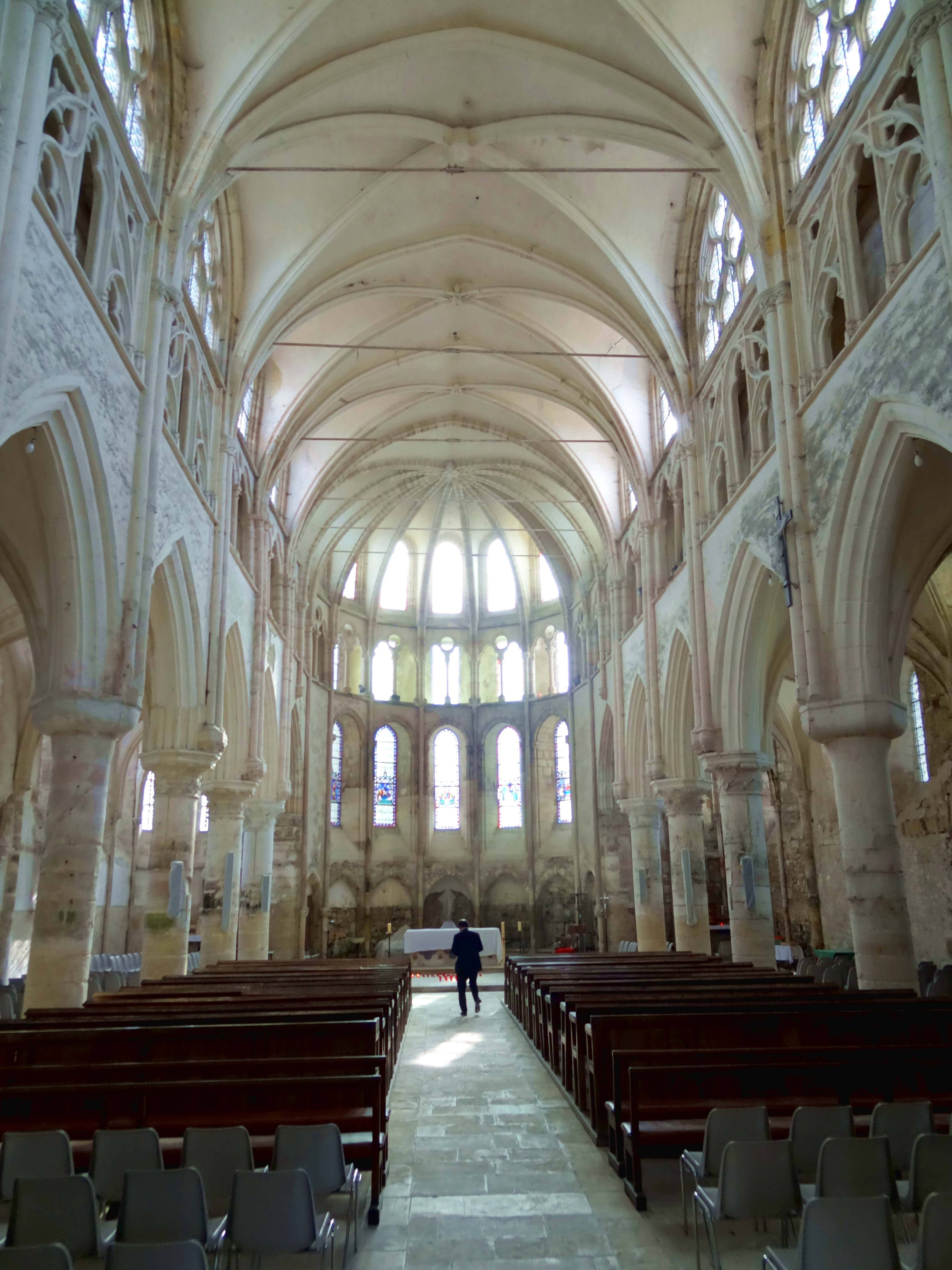
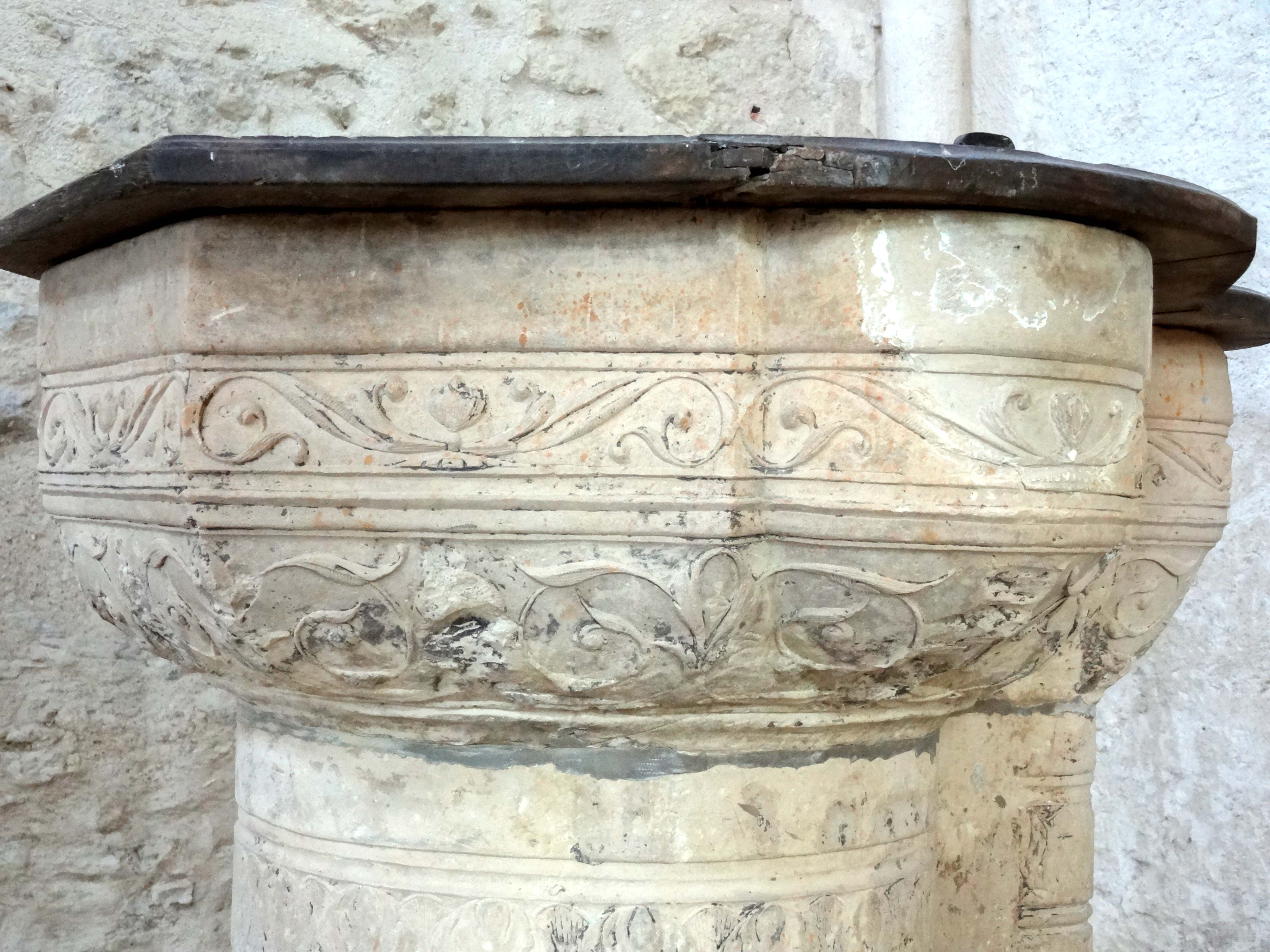
Fonts baptismaux.

- Château de Crécy-la-Chapelle
- Église Saint-Georges.
- Beffroi.
- Quai des Tanneries.
- Tour aux Saints.
- Passage du Guet : partant de la rue Dam' Gilles (qui tient son nom, comme son pont d'ailleurs, d'un ancien seigneur créçois : le damoiseau Gilles de Cuisy, d'où l'écriture élidé de « Dam » - une erreur fréquente est d'écrire « Dame Gilles »), à côté d'une maison où logea le peintre Corot (plaque), une entrée passant par un porche bas débouche sur une étroite ruelle pavée, zigzaguant entre deux anciennes tours de la première ceinture (d'où son nom), pour rejoindre une passerelle sautant un brasset du Grand Morin typique de Crécy.
- Monument aux Morts de la guerre 1914-1918 signé Edme Marie Cadoux.
- Le musée municipal est classé Musée de France ; il est actuellement fermé (janvier 2013).

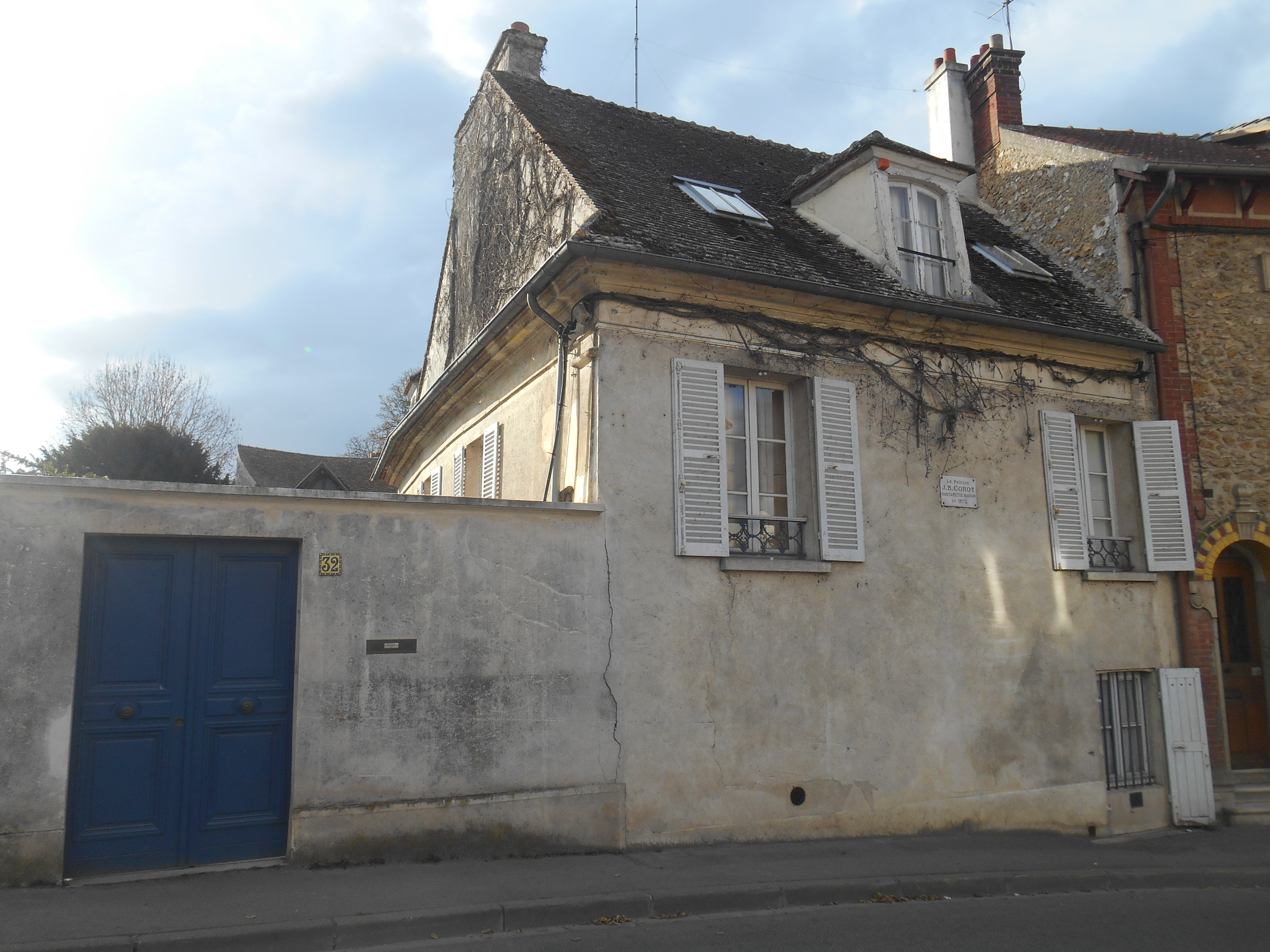
Maison où habitait le peintre Corot.
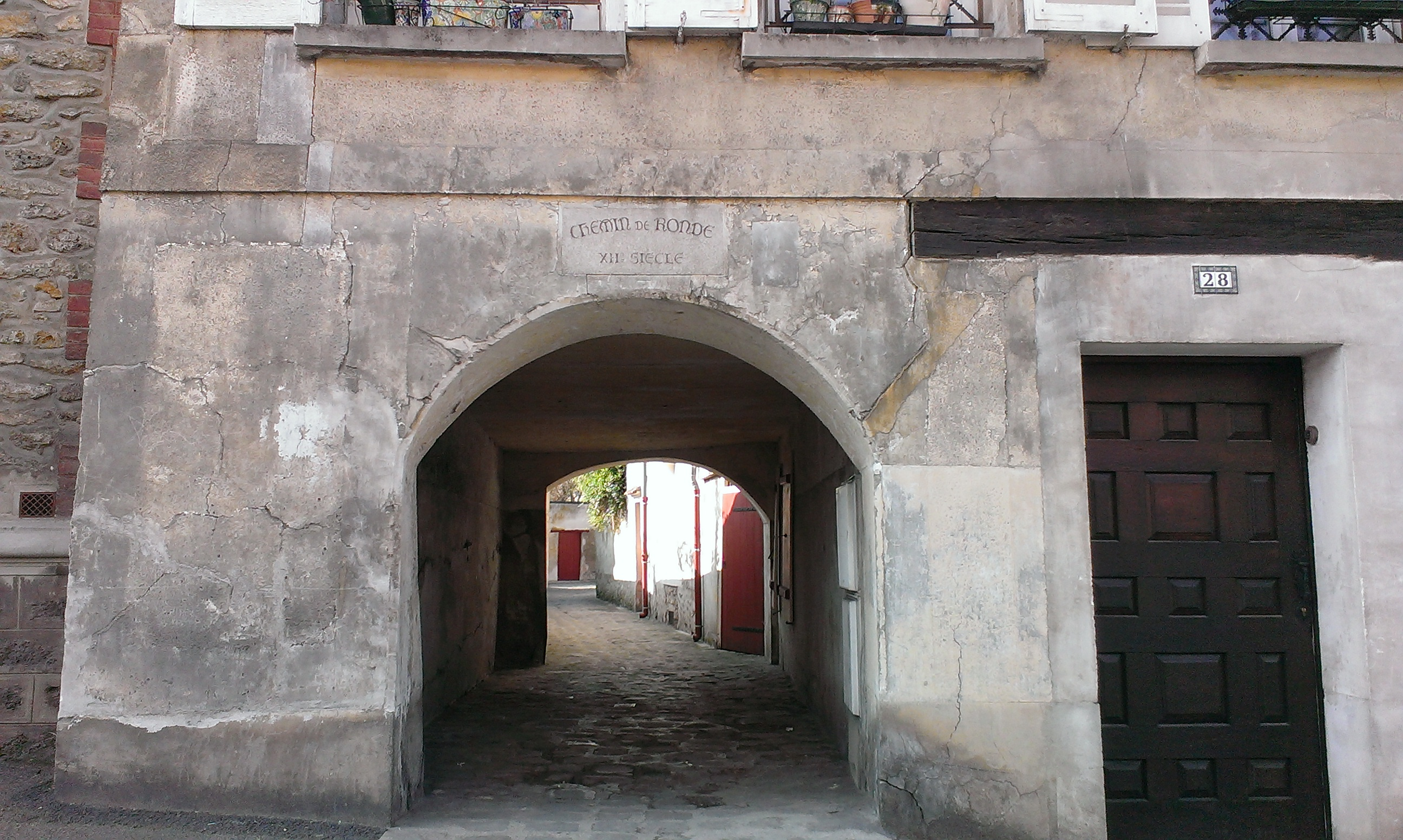
Chemin de ronde.
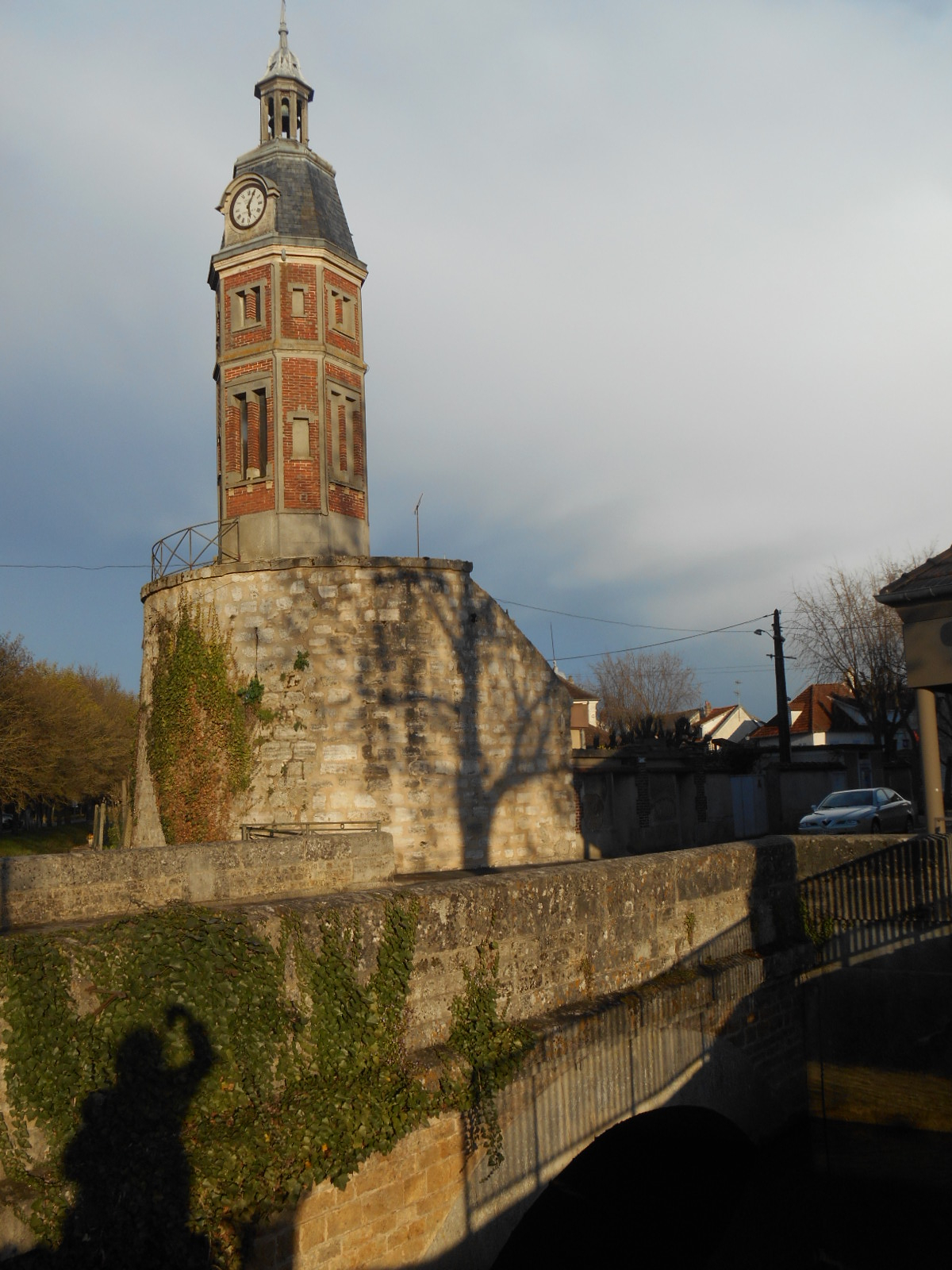
Beffroi du XIXe siècle construit sur une tour du XIIe.
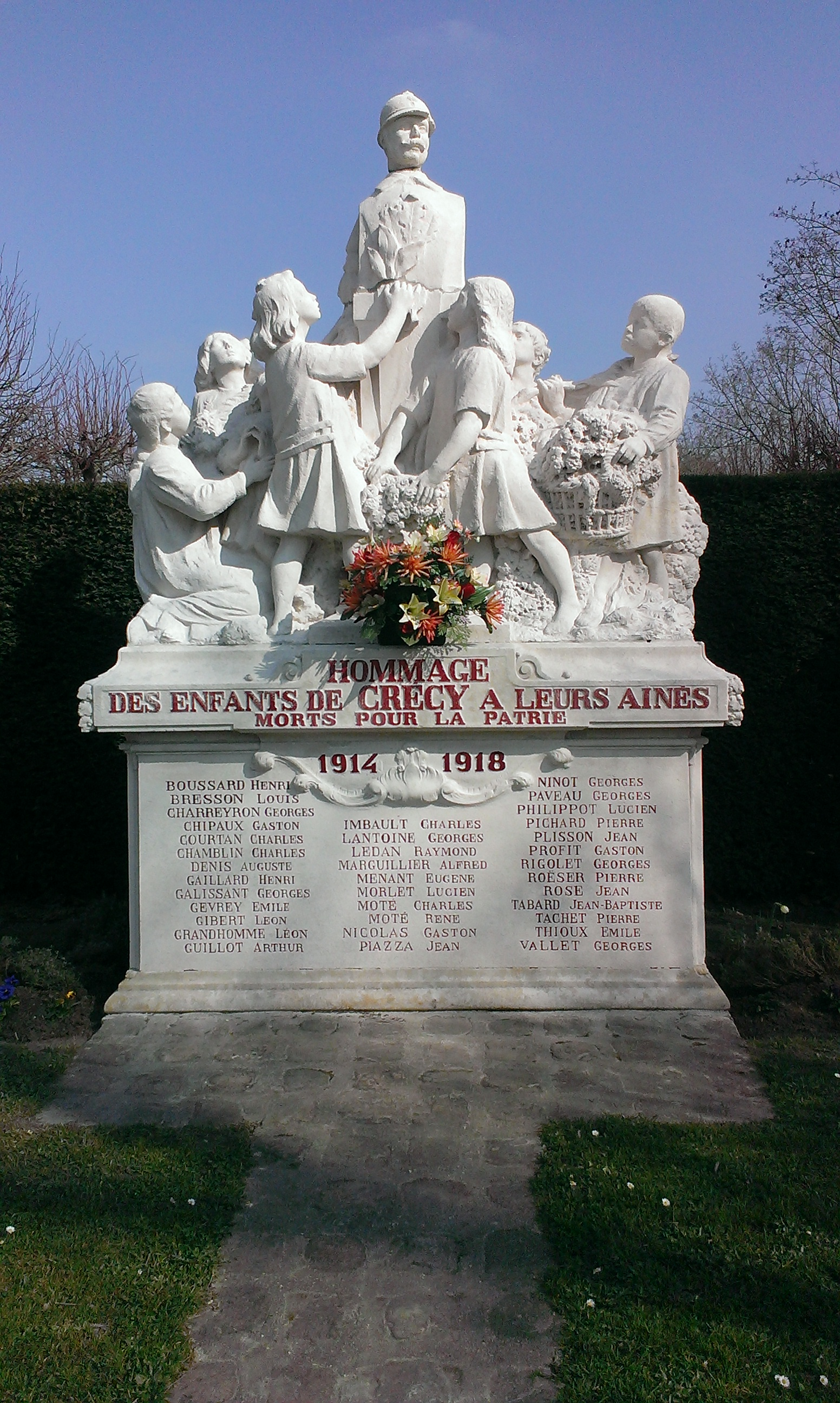
Monument aux morts.
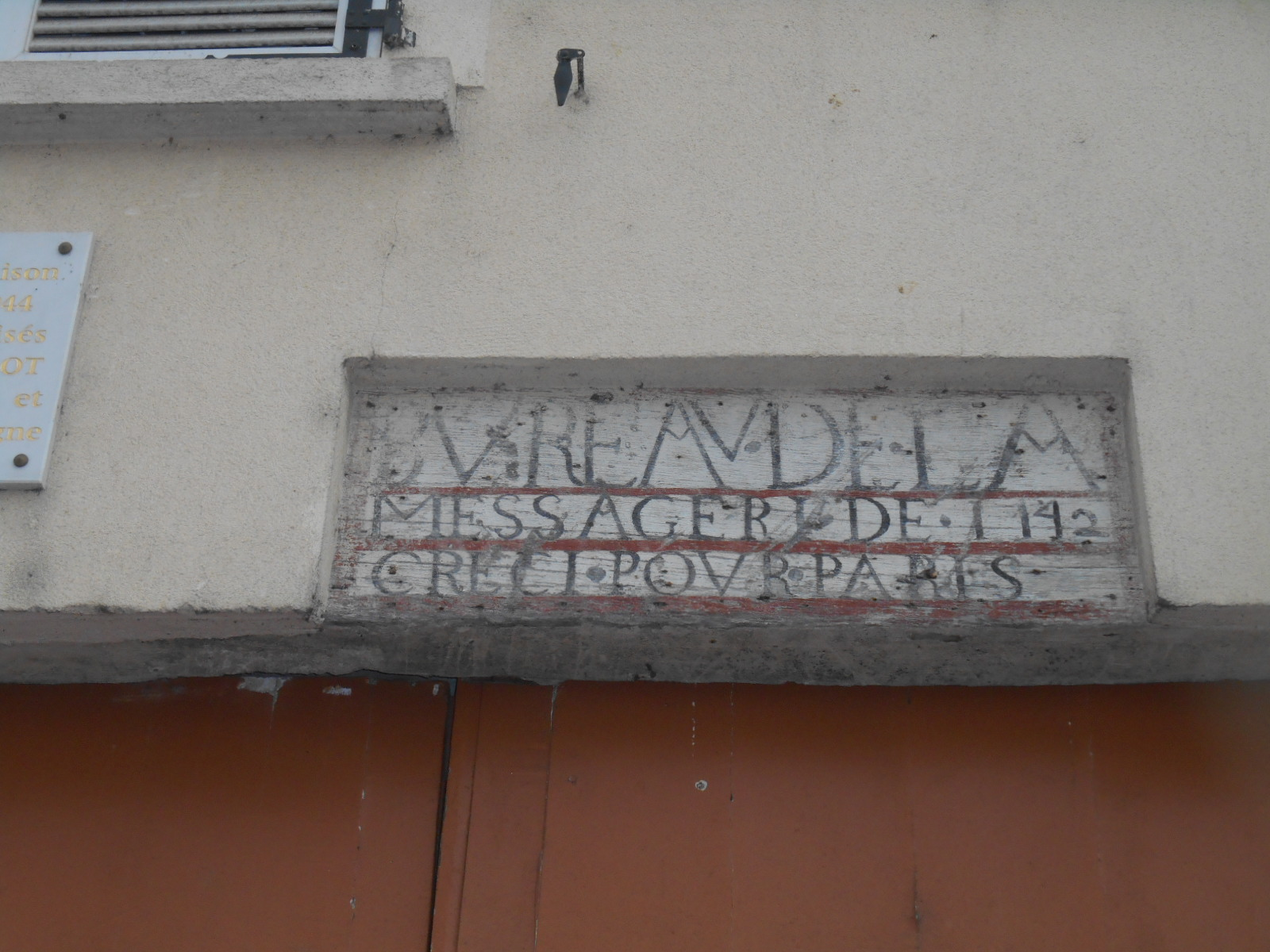
Vestige du Bureau de la Messagerie.

### Personnalités liées à la commune
- Catherine de Médicis (1519-1589), reine de France, qui possédait une résidence et cultivait des melons
- Charles Étienne Louis Camus (1699-1768), mathématicien et astronome français, est né dans une maison rue des Barrois.
- Famille Panhard[pourquoi ?].
- Louis-Toussaint-Cécile Bernier (1761-1801), homme politique, député de Seine-et-Marne à la Convention nationale.
- Daniel Ceccaldi (1927-2003), acteur, écrivain et metteur en scène français, est  originaire de Crécy. Sa carrière d'acteur derrière lui, il était revenu s'installer dans son village.
- Slava Polounine (1950-), acteur, metteur en scène et clown russe, installé depuis 2001 au domaine du Moulin Jaune[93].
- Michel Houellebecq (1956-), écrivain, poète, essayiste et acteur français, a passé une partie de son enfance à Crécy. 
L'écrivain a largement évoqué cette tranche de vie créçoise dans son roman à caractère autobiographique Les Particules élémentaires.

#### Seigneurs de Crécy
Le nom de certains seigneurs de Crécy-la-Chapelle nous est parvenu :
Vers le Xe siècle, la terre de Crécy est donnée aux Bouchard, comtes de Melun, de Paris, de Corbeil et de Vendôme, qu'on dit apparentés aux Montmorency dont semblent venir les Montlhéry-Rochefort ci-dessous.
À la mort d'Hugues de Crécy, sa sœur Lucienne de Rochefort, première femme, répudiée, du roi Louis VI, mariée à Guichard III de Beaujeu, hérite de ses biens, reprenant ainsi les terres de Crécy. La ville passe ensuite aux mains de leur fils Humbert III de Beaujeu, qui part pour la Terre sainte.

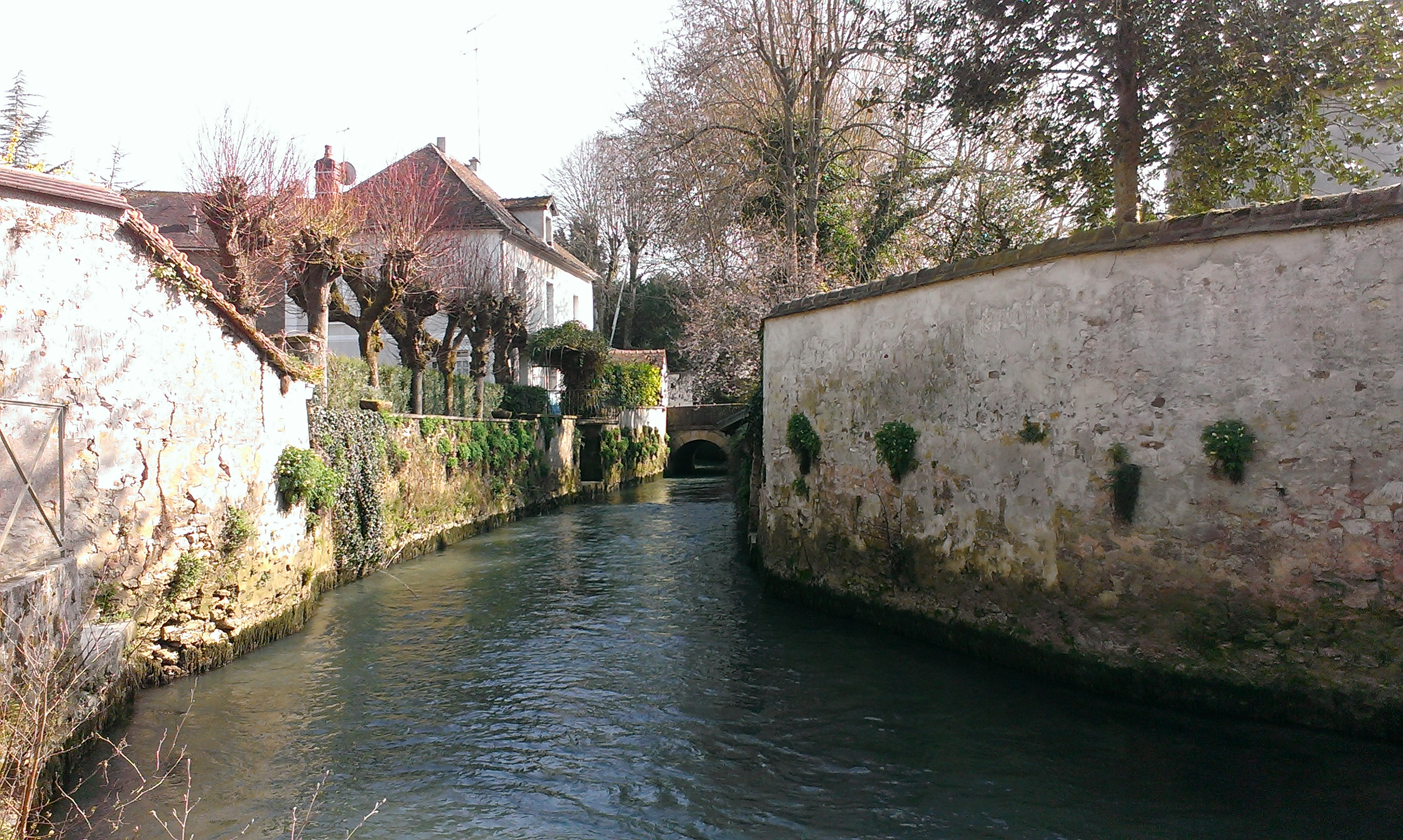
Brasset du Grand Morin.

Le domaine appartint ensuite à Robert II, comte de Dreux et de Braine, petit-fils de Louis VI, possessionné en Brie française (seigneur de Brie), puis à sa fille Alix de Dreux et à Baudouin VIII (oncle par alliance de Robert II par sa sœur Agnès de Hainaut). Par le jeu des mariages il échut à Gaucher II de Châtillon et de Montjay, vassal des comtes de Champagne, probable époux d'Ade/Alix de Pierrefonds-Montlhéry (fille de Béatrice de Montlhéry, autre sœur d'Hugues de Crécy).
Le 4 juin 1392, Charles VI donne Crécy à son chambellan Bureau de La Rivière, qui reçut aussi Croissy et Gournay. À partir de 1400 Crécy, qui reste fondamentalement un bien de la Couronne, devient souvent l'apanage de différents membres de la famille royale. Ainsi, il échoit à Blanche de France et à son mari Philippe, duc d'Orléans (jusqu'à juillet 1391). En 1404, Charles VI, petit-neveu du duc Philippe, le donne à son frère Louis, duc d'Orléans, qui le cède à son fils Charles, alors comte d'Angoulême et futur duc d'Orléans. La reine Isabeau le reçoit en février 1427 d'Henri VI d'Angleterre, avec Brie.
Charles VII donne en avril 1441 tous les revenus de la ville à son fidèle Denis de Chailly, sire de Chailly, Bourron et La Motte-Beauvais de Nangis, bailli de Meaux, † vers 1464, chambellan royal, compagnon de Jeanne d'Arc en 1430. Puis la seigneurie revient à la Couronne en 1465, date à laquelle Louis XI la cède à Antoine de Chabannes, Grand-maître de France, comte de Dammartin-en-Goelle et sire de St-Fargeau, qui la possède jusqu'à sa mort en 1488, et après lui son fils Jean († vers 1503) et le gendre de ce dernier, Jacques II de Coligny-Châtillon, † à Ferrare en 1512, époux d'Anne de Chabannes. Des cousins des Chabannes-Dammartin héritent peut-être de Crécy ou du moins y conservent des droits, puisque Joachim de Chabannes-Curton de Madic, † 1559, y teste le 2 août 1553. En tout cas, le 23 septembre 1522, Louis Poncher, trésorier de France, ou ses héritiers l'acquièrent pour 40 000 livres tournois, avec les terres et seigneuries de Moret, Brie-Comte-Robert, la Ferté-Alais, Torcy et Tournan, que le roi François reprendra en totalité le 12 août 1528 en échange d’Orbec-en-Auge,.
Catherine de Médicis la possède de 1562 à 1589, Gabrielle d'Estrées en 1595, puis le duc de Vendôme, son fils, vers 1614.
De nombreux fiefs dépendaient de Crécy, parfois appelé comté à cause du titre d'Isabelle/Elisabeth, épouse de Guy le Rouge ci-dessous, et leurs seigneurs sont souvent ceux de Crécy : ainsi, la forêt de Lubeton devenue Forêt de Crécy-la-Chapelle ; Crèvecœur-en-Brie ; Couilly-Pont-aux-Dames, qui appartient à la châtellenie des seigneurs de Crécy-en-Brie jusqu'au XVIIIe siècle, etc. ; la terre de La Chapelle-sur-Crécy, quant à elle, a pour seigneurs la famille Bureau au XVIe siècle, Pierre et Nicolas Favières (cités en 1610, 1619, 1626), Sébastien de Bréyart (cité en 1621-1624, 1638, 1651), Charles Tricot (1633, 1635), Octavien Le Bys/Le Bis (1639, 1643), Marie de La Barre et son mari Jacques Le Tillier (1655, 1664), Geoffroy de Laigue (1671), Nicolas de Villiers (1673) ; elle est achetée en mars 1684 non loin de 100 000 livres par Pierre Gorge d'Antraigues sur Louis-Charles, duc de Luynes et Anne de Rohan (qui l'avaient au moins depuis 1674), puis elle passe par héritage à son fils aîné Chrétien-François Gorge et à son gendre Paul-François de Béthune-Charost, duc d'Ancenis et duc de Chârost (1682-1759).
En 1586, Miron (Marc, plutôt que François ?), devient le seigneur engagiste. En 1635, Louis XIII fait effectuer les réparations du château et des fortifications. En 1641, le roi Louis y fonde un couvent, le domaine appartenant depuis 1640 à Pierre-César du Cambout, marquis de Coislin (1613-1641). Sa veuve, Marie Séguier (fille du chancelier Pierre Séguier), marquise de Laval-Bois-Dauphin, en hérita de 1641 à 1710 avec ses beaux-frères et son fils le cardinal de Coislin. Les Coislin possédèrent Crécy jusqu'au 16 août 1720, où Louis XV le reprit à l'évêque de Metz Henri-Charles. En 1674, un établissement charitable fut fondé par quatre femmes de Crécy-en-Brie : Marguerite Favière, Anne Lepelletier, Perette Perrin et Jeanne Marie Michelet veuve Ludot. Cette fondation avait pour but d'instruire les jeunes filles pauvres et d'assister les malheureux. François-Joseph de Béthune-Chârost, marquis puis duc d'Ancenis (en mars 1723, contre 61 000 livres ; † prédécédé en 1739 à l'âge de 20 ans) et son père le duc de Chârost et d'Ancenis Paul-François de Béthune (en 1739-1741 ; † 1759), puis François-Joseph Ménage de Mondésir (le 29 mars 1741, contre 270 000 livres), également sires de La Chapelle-sur-Crécy (voir plus haut), sont les derniers seigneurs engagistes de Crécy.
Le 8 avril (ou le 19 mars) 1762, la terre de Crécy cesse d'appartenir à la Couronne. Louis XV, après l'avoir récupérée sur Ménage de Mondésir, la cède avec d'autres possessions (Gisors, Pontcarré, le comté d'Armainvilliers dont Tournan) au comte d'Eu (1701-1775 ; petit-fils de Louis XIV), en échange de la principauté de Dombes. Le comte d'Eu lègue en 1775 à son cousin germain le duc de Penthièvre (1725-1793 ; autre petit-fils de Louis XIV et grand-père maternel de Louis-Philippe), qui sera le dernier seigneur de Crécy.
En mars 1741, les héritiers de ce dernier possèdent la seigneurie de La Chapelle et cèdent l'ensemble à François-Joseph Ménage de Mondésir, dont le fils François-Camille Ménage de Mondésir fut le dernier maître (cité en mars 1790 ; son père François-Joseph et les Béthune-Chârost-Ancenis furent aussi les derniers seigneurs engagistes de Crécy, voir plus bas).

### Crécy-la-Chapelle et le cinéma
De nombreux tournages ont eu lieu à Crécy, dont : 
- Une famille formidable ;
- Le comte de Monte Cristo (avec Gérard Depardieu), téléfilm diffusé sur TF1 ;
- Louis Page, épisodes diffusés sur France 2 ;
- Marie Besnard, l'empoisonneuse (avec Muriel Robin), téléfilm diffusé sur TF1 ;
- Séraphine, de Martin Provost (2008) ;
- Un village français, de Frédéric Krivine, Philippe Triboit et Emmanuel Daucé (avec Robin Renucci, Emmanuelle Bach, Patrick Descamps, Fabrizio Rongione...).

### Héraldique
| Blason de Crécy-la-Chapelle | Blason  | D'azur à trois croissants d'argent.              |
| Blason de Crécy-la-Chapelle | Détails | Le statut officiel du blason reste à déterminer. |